# Saltillo
Saltillo ( escuchar) es la capital y ciudad más poblada del estado mexicano de Coahuila de Zaragoza, además de ser la cabecera del Municipio de Saltillo. Cuenta con una población de 864 431 habitantes y 1 031 779 habitantes en su zona metropolitana al 2020, lo que la convierte en la decimocuarta ciudad más poblada de México y la decimoquinta zona metropolitana más grande del país. Se localiza a poco más de 220 km de la frontera con Texas, Estados Unidos y a 842 km de la Ciudad de México, en la región noreste de México y en la región sureste del estado de Coahuila, rodeada por altas montañas de la sierra madre oriental. Según el Índice de Competitividad Urbana 2024 del Instituto Mexicano para la Competitividad, Saltillo es la ciudad más competitiva de todo México, así como también se encuentra entre las 10 ciudades con mejor calidad de vida en el país. Por otro lado, fue nombrada como la ciudad capital más segura de México por el INEGI 2025.

Saltillo es una de las ciudades más industrializadas de México. Cuenta con una de las industrias automotrices más grandes del país, con plantas como Tupy, Grupo Industrial Saltillo, General Motors, Stellantis, Daimler AG, Freightliner, BorgWarner, Plastic Omnium, Magna, y Nemak operando en la región. La ciudad y su área metropolitana cuenta con un gran número de plantas que suministran productos manufacturados a otras empresas multinacionales. En la Zona metropolitana de Saltillo se encuentra el municipio de Ramos Arizpe, el cual fue declarado como la segunda ciudad que mejor paga en el país, solo por detrás de San Pedro Garza García. La ciudad también es un destacado centro manufacturero que resalta por su comercio, comunicaciones y fabricación de productos tanto tradicionales como modernos.

## Toponimia

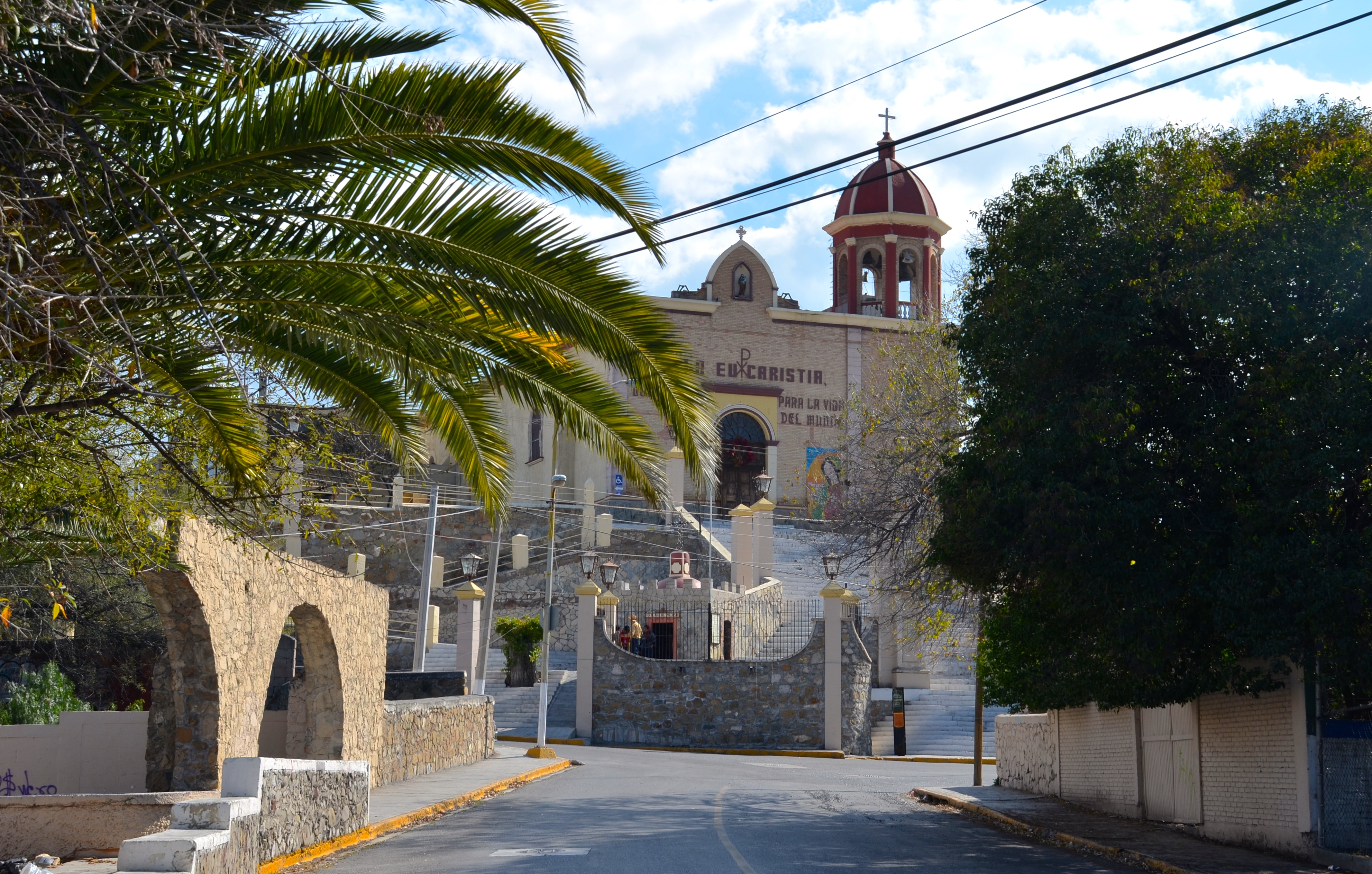
Antiguo barrio del Ojo de Agua. Al fondo, la parroquia del Santísimo Cristo del Ojo de Agua, hoy reconocida como el sitio de la fundación de la ciudad.

El nombre que Alberto del Canto dio a la ciudad fue: Villa de Santiago de Saltillo. Se puede determinar que el nombre de la ciudad se debe a una formación de agua, la cual todavía existe y se encuentra en la escalinata de la parroquia del Santísimo Cristo del Ojo de Agua, donde hoy en día se puede visitar y gracias a su pureza es potable.
A la llegada de los fundadores, se trataba de un pequeño salto de agua que caía desde una elevación del terreno, al pie de la cual se decidió fundar la villa. Desde este manantial se construyó una acequia que, por gravedad, surtía de agua a la población. Probablemente fue entonces cuando desapareció la pequeña cascada.

## Historia

### Fundación
Varios exploradores seguramente recorrieron el hoy valle de Saltillo en busca de minas, aunque es sabido que la principal fuente de riqueza se basaba en la captura de indios chichimecas para esclavizarlos o venderlos en las ciudades mineras. El primer grupo de exploradores del que se tiene registro llegó a Coahuila a fines de 1568, comandados por Francisco Cano, Teniente del Alcalde de Mazapil, quien exploró el sur de los hoy municipios de Saltillo y General Cepeda, tomando posesión a nombre de la Nueva Galicia.
Al año siguiente, Martín López de Ibarra, Teniente del Gobernador de la Nueva Vizcaya, exploró la misma zona y repartió mercedes y tierras a nombre de su provincia. Probablemente hayan entrado también el Capitán Francisco de Puga y Luis de Carvajal hacia 1573. Posteriormente, el portugués Alberto del Canto, quien había sido vecino del Real de Mazapil, llevó a cabo la fundación de la Villa de Santiago del Saltillo, a nombre de la Nueva Vizcaya, poco antes de 1577.

### Virreinato
Ya instalada la villa, esta se encontró ante el constante asedio de los originarios comarcanos. Uno de los enfrentamientos más significativos para la historia local fue el suscitado en 1584, cuando los jefes guachichiles Cilaván y Zapalinamé se alzaron en contra de los colonos españoles, levantamiento que fuera sofocado por el conquistador Francisco de Urdiñola. De este capítulo de la historia saltillense se origina el nombre y leyenda de la sierra de Zapalinamé, un complejo montañoso ubicado al sur de la ciudad que ostenta una gran importancia en el abastecimiento hídrico de la zona.
Los asedios constantes provocaron que la villa estuviera ante el peligro constante de despoblarse. Ante esta situación, por iniciativa de Urdiñola fueron llevadas a Saltillo 400 familias tlaxcaltecas con la intención de que los indígenas de la región imitaran el trabajo de estos. El traslado de estas familias a la ciudad fue liderado por los tlaxcaltecas Don Buenaventura de Paz y Don Joaquín de Velasco, nietos de Xicohténcatl el Viejo, capitanes del señorío de Tizatlán.
Como consecuencia de la llegada de los tlaxcaltecas, la villa se dividiría en dos por medio de una acequia que nacía del mismo ojo de agua que daba nombre a la ciudad y bajaba por la actual calle de Allende. Bajo el esquema de la sociedad política indiana, la parte norponiente y norte (San Esteban de la Nueva Tlaxcala) les correspondía a los indígenas, mientras que la parte suroriente y oriente (la Villa de Santiago del Saltillo) correspondía a los españoles.
Los tlaxcaltecas convirtieron a San Esteban en un vergel debido al incansable trabajo y a sus amplios conocimientos en horticultura. Realizaban diversas actividades como la elaboración de dulces de frutas y de leche, elaboraban sarapes, cultivaban árboles frutales, pastoreaban ganado, hacían pan de pulque, entre muchas otras actividades.
Además, armaron y equiparon a sus hombres para ayudar en la defensa de Saltillo, proporcionando un pequeño grupo, generalmente de 8 a 10 hombres, para unirse a los españoles en expediciones para reprimir a las tribus nómadas que vivían cerca de la ciudad. Durante todo ese tiempo los tlaxcaltecas conservaron su lengua nativa, el náhuatl, como lo demuestra la gran cantidad de documentos en esa lengua, especialmente testamentos, de los siglos xvii y xviii que hoy se conservan en el Archivo Municipal de Saltillo.
Empero la convivencia entre los españoles de Santiago del Saltillo y los tlaxcaltecas de San Esteban no era enteramente pacífica. En este respecto el Archivo Municipal también da cuenta de una gran cantidad de litigios originados del deslinde de tierras y el abastecimiento de agua procedente de la acequia que ambas villas debían compartir.
En el siglo xviii, Saltillo era un centro comercial en la frontera norte que servía de puente entre la capital de la Nueva España y sus bastiones norteños, al ubicarse en un punto estratégico en el "Camino Real de los Texas" que conectaba a la Ciudad de México con la villa de San Antonio y otros diversos asentamientos del noreste en el Nuevo Reino de León, Nuevo Santander, Coahuila y Texas. También abastecía de trigo a las minas de plata de Zacatecas. Nunca alcanzó gran protagonismo, pero sí desarrolló un núcleo comercial y un sector agrícola y ganadero que abastecía sus necesidades, con excedentes que podían vender. Saltillo adquirió importancia administrativa a finales del siglo xviii, cuando se estableció en la ciudad una sucursal de la Real Hacienda.
Los comerciantes, la mayoría de los cuales eran españoles peninsulares, constituían el grupo económico más importante, manejaban una amplia variedad de productos y vendían en tiendas. Eran la rama provincial del sector mercantil transatlántico, con vínculos con los comerciantes de la Ciudad de México. Los comerciantes peninsulares de Saltillo se casaron con miembros de la élite local, adquirieron propiedades rurales y buscaron cargos públicos.
La Feria de Saltillo, ya establecida desde finales del siglo xvii, se convertiría en una feria comercial anual de gran renombre, transportando ganado y productos manufacturados en México a lugares tan lejanos como China y Europa. Saltillo también producía trigo comercialmente siempre que tuviera acceso al agua, pero como en muchas otras partes del norte, la sequía era una amenaza constante. En el siglo xviii hubo demanda de animales de tiro, que Saltillo abastecía.
Hacia el final del período colonial, en 21 de mayo de 1785, en el contexto de las reformas borbónicas, se ejecutaría la orden real que separaba las jurisdicciones de Parras y el Saltillo de la intendencia de la Nueva Vizcaya. Fue a partir de ese momento que ambas villas pasaron a formar parte de Coahuila.
En 1811, ya en pleno fervor de la Independencia, los insurgentes ocuparon Saltillo para dirigirse hacia Parras y Monclova. En ese mismo año, Ignacio Allende y Miguel Hidalgo llegaron a la villa en retirada hacia Estados Unidos. En esta ciudad Hidalgo nombró jefes del movimiento independentista a Ignacio López Rayón y José María Liceaga.

### México independiente
Previo a la consumación de la independencia de México, la administración provincial de Coahuila había tenido su sede en Santiago de la Monclova. No sería sino hasta 1824, cuando por indicación del Congreso Constituyente se instalaría en el Saltillo la capital del 16° estado fundador de la federación, el Estado de Coahuila y Texas.
Sin embargo, la capital fue trasladada nuevamente a Monclova en 1827. Ese mismo año, se cambió el nombre de Santiago del Saltillo al de Leona Vicario, y el de San Esteban se cambió a Villalongín. Los cambios no permanecieron mucho tiempo, pues llegado el año de 1831, el Congreso del Estado emitió un decreto ordenando la desaparición de Villalongín con el fin de fusionarlo con Leona Vicario para formar una única ciudad llamada simplemente "Saltillo".
La nueva entidad surgió entre el tumulto, pues la fusión de ambas villas conllevó a la pérdida de escrituras de tierras e inmuebles, como el Hospital de los Naturales. Los intentos por parte de San Esteban de recuperar el cabildo no sirvieron más que para retrasar la aplicación del decreto, pues fue en 1834 cuando finalmente se abolieron los ayuntamientos de ambas ciudades para formar uno solo. A partir del año siguiente, los poderes del estado regresarían a reunirse en Saltillo, donde permanecerían definitivamente.
Durante casi una década, Saltillo ocupó la sede administrativa de un territorio que incluía a Coahuila junto con la mayor parte del territorio del actual estado estadounidense de Texas hasta perderlo en 1836 a causa de la Independencia de Texas. La República de Texas continuó teniendo disputas fronterizas con la República Centralista de México, que continuó objetando su independencia. La paz se vio aún más perturbada por las incursiones comanches y apaches, venganzas privadas y movimientos separatistas. El 23 de octubre de 1840, la Batalla de Saltillo tuvo lugar cuando 110 anglo-tejanos y tejanos hispanos cruzaron el Río Bravo para atacar al gobierno de la ciudad en apoyo al movimiento separatista radical popularizado como la República del Río Grande.
En 1845, Texas fue anexado por los Estados Unidos y sus disputas con México, agravadas por las decisiones de la administración del entonces presidente estadounidense James K. Polk, pronto escalaron en la Intervención estadounidense en México. La primera fase de la guerra terminó en septiembre de 1846 con el asedio del General Zachary Taylor y la ocupación de Monterrey. Subsecuentemente, Taylor, acompañado del General William Worth y 1200 hombres, marchó a ocupar Saltillo. el 16 de noviembre para proteger los accesos a su ejército en Monterrey. El presidente mexicano Antonio López de Santa Anna habría podido llevar la guerra a una rápida conclusión en Veracruz, pero en su lugar reunió al ejército mexicano y lo trasladó al norte.
El general John E. Wool fue enviado al poblado de Agua Nueva el 21 de diciembre y el 22 de febrero de 1847 se suscitó en las inmediaciones de la ciudad la batalla de La Angostura. En esta batalla, conocida en la historiografía estadounidense como la Batalla de Buena Vista, participaron tropas mexicanas e invasores norteamericanos, las primeras comandadas por Santa Anna y los generales Mora, Villamil, Micheltorena, Blanco, Corona, Pacheco, Lombardini, Urrea, Sánchez y otros; y las segundas, comandadas por el general Zachary Taylor. Se dieron cruentos enfrentamientos entre los catorce mil mexicanos y los siete mil invasores que contaban con superior artillería. Las tropas mexicanas triunfaron en varios frentes, aunque sin lograr una victoria decisiva ya que, súbitamente, se retiraron del campo de batalla.
Otro hecho histórico importante es que Saltillo constituyó en 1864 una de las varias ciudades donde Benito Juárez estableció su gobierno a raíz de la intervención francesa en México de 1861. Estando en la localidad, Juárez emitió un decreto para disolver el Estado de Nuevo León y Coahuila, creado unilateralmente por el militar y político Santiago Vidaurri desde 1856.

### Porfiriato y Revolución Mexicana
La modernidad arribó a Coahuila con el ferrocarril en 1880, durante el período conocido como Porfiriato. Hacia 1890 se crearon redes de telégrafo, teléfono y de alumbrado público, además de la construcción de edificios culturales como teatros y plazas; otras obras de carácter social como el hospicio y el hospital civil, y otras de higienización como el sistema de agua potable y de drenaje, el rastro, el mercado y el panteón de Santiago, fueron también creados en esta época.
Durante la revolución mexicana, figuraron varios personajes coahuilenses que habían estudiado en colegios saltillenses tales como el Ateneo Fuente y el colegio de San Juan, entre otros.
Durante la Revolución Mexicana, Saltillo se mantuvo sin grandes sobresaltos. La ciudad fue tomada por las fuerzas de Victoriano Huerta, posteriormente por las de Francisco Villa y luego las de Venustiano Carranza. Centenares de campesinos fueron forzados a unirse a las diversas agrupaciones, por lo que muchos huyeron a Texas, al igual que unas familias aristócratas.

### SigloXX
Hacia 1923 se fundó la actual Universidad Agraria Antonio Narro. En los años cincuenta se creó el Instituto Tecnológico de Saltillo y la Universidad de Coahuila. Y dos décadas más tarde, la Universidad Autónoma del Noreste y el Campus Saltillo del Tecnológico de Monterrey. La vida agrícola de Saltillo en la segunda mitad del siglo XX se fue transformando rápidamente hacia la actividad industrial; las enormes huertas desaparecieron y las industrias dominan el paisaje de hoy.
En el segundo cuarto del siglo XX, Saltillo cambió el giro de las actividades agrícolas y textiles hacia las industriales con la creación de empresas como Cifunsa, Cinsa, Éxito, Molinos el Fénix, entre otras. A mediados del siglo, con la política proteccionista de México, se siguieron creando empresas tales como Moto Islo en 1961, además de Zincamex e Inyec Diesel en esa misma década.
La verdadera explosión industrial ocurrió en las décadas de los 70 y 80 con la llegada de la industria armadora de automóviles a la región, con empresas como General Motors y Chrysler, junto con sus respectivas empresas satélites o proveedoras. Desde entonces, a Saltillo y su Zona Metropolitana (Ramos Arizpe y Arteaga) se le conoce como la "Detroit de México".
Sin embargo, actualmente se está dando un impulso para la diversificación de la industria, con la llegada de empresas farmacéuticas, de artículos electrodomésticos, de químicos, de cerámica e incluso de partes para la industria aeroespacial, y lograr así evitar la concentración de la misma en una sola área, con todos los riesgos que ello implica.

### SigloXXI
En Saltillo se realizó la primera unión entre dos personas del mismo sexo en toda Latinoamérica. Esto sucedió en enero de 2007, cuando dos mujeres oriundas de Matamoros, Tamaulipas, se unieron mediante el Pacto Civil de Solidaridad, pero no se ha considerado relevante en la historia de Saltillo a comparación de otros hechos como el aumento de inseguridad en la región y detonantes económicos como el Nearshoring en México, el cual está haciendo que numerosas empresas se instalen en Saltillo y sus municipios aledaños por medio de la constitución de nuevas empresas, joint ventures, fusiones y adquisiciones.

## Geografía
Saltillo cuenta con 6 arroyos. 

### Clima
El clima de Saltillo es templado semiseco, con una temperatura promedio de 17 °C y 479 mm de precipitaciones al año. Los inviernos son extremosos, predominando temperaturas máximas superiores a 18 grados Celsius y algunos días con temperaturas mínimos inferiores a cero grados. Para la ocurrencia de nevadas se requiere humedad y la época húmeda en Saltillo ocurre de mayo a octubre; por lo que es muy raro que se presenten más de 5 días de nieve al año, incluso, hay años en que no se presentan nevadas. 
Las nevadas más significativas ocurrieron el 12 de enero de 1962, 11 de enero de 1967, enero de 1983, 13 de diciembre de 1997, 24 de diciembre de 2004, 12 de enero de 2010, 3 y 4 de febrero de 2011. Las últimas nevadas ocurrieron el 8 de diciembre, con una capa de 20 cm de espesor; 15 de diciembre de 2017; el 17 y 18 de enero de 2018. El invierno 2017-2018 fue uno de los inviernos más fríos pues se registraron 3 nevadas en la ciudad. 
De acuerdo a los registros meteorológicos, Saltillo es una de las ciudades más frías en invierno en México (-18 el 13 de diciembre de 1997, según fuentes no oficiales, ya que no hay registro que valide esta información; -13 en febrero de 2002, según la fuente oficial del Servicio Meteorológico Nacional), solo por debajo de la Ciudad de Chihuahua (-18 el 3 y 4 de febrero de 2011) y Ciudad Juárez (-23 °C el 11 de enero de 1962). Los veranos son cálidos, con temperaturas que suelen superar los 38 °C. En mayo de 2012 se registraron 42 °C.
| Parámetros climáticos promedio de Saltillo, Coahuila (1700 msnm) | Parámetros climáticos promedio de Saltillo, Coahuila (1700 msnm) | Parámetros climáticos promedio de Saltillo, Coahuila (1700 msnm) | Parámetros climáticos promedio de Saltillo, Coahuila (1700 msnm) | Parámetros climáticos promedio de Saltillo, Coahuila (1700 msnm) | Parámetros climáticos promedio de Saltillo, Coahuila (1700 msnm) | Parámetros climáticos promedio de Saltillo, Coahuila (1700 msnm) | Parámetros climáticos promedio de Saltillo, Coahuila (1700 msnm) | Parámetros climáticos promedio de Saltillo, Coahuila (1700 msnm) | Parámetros climáticos promedio de Saltillo, Coahuila (1700 msnm) | Parámetros climáticos promedio de Saltillo, Coahuila (1700 msnm) | Parámetros climáticos promedio de Saltillo, Coahuila (1700 msnm) | Parámetros climáticos promedio de Saltillo, Coahuila (1700 msnm) | Parámetros climáticos promedio de Saltillo, Coahuila (1700 msnm) |
| Mes                                                              | Ene.                                                             | Feb.                                                             | Mar.                                                             | Abr.                                                             | May.                                                             | Jun.                                                             | Jul.                                                             | Ago.                                                             | Sep.                                                             | Oct.                                                             | Nov.                                                             | Dic.                                                             | Anual                                                            |
| ---------------------------------------------------------------- | ---------------------------------------------------------------- | ---------------------------------------------------------------- | ---------------------------------------------------------------- | ---------------------------------------------------------------- | ---------------------------------------------------------------- | ---------------------------------------------------------------- | ---------------------------------------------------------------- | ---------------------------------------------------------------- | ---------------------------------------------------------------- | ---------------------------------------------------------------- | ---------------------------------------------------------------- | ---------------------------------------------------------------- | ---------------------------------------------------------------- |
| Temp. máx. abs. (°C)                                             | 31.5                                                             | 35.0                                                             | 37.0                                                             | 38.0                                                             | 41.0                                                             | 38.0                                                             | 39.0                                                             | 36.0                                                             | 36.0                                                             | 36.0                                                             | 33.0                                                             | 31.0                                                             | 41.0                                                             |
| Temp. máx. media (°C)                                            | 20.1                                                             | 22.3                                                             | 24.9                                                             | 28.0                                                             | 30.1                                                             | 30.1                                                             | 29.4                                                             | 29.0                                                             | 26.4                                                             | 25.2                                                             | 22.7                                                             | 20.5                                                             | 25.7                                                             |
| Temp. media (°C)                                                 | 12.5                                                             | 14.5                                                             | 17.1                                                             | 20.2                                                             | 22.7                                                             | 23.4                                                             | 23.2                                                             | 22.7                                                             | 20.3                                                             | 18.4                                                             | 15.6                                                             | 13.2                                                             | 18.6                                                             |
| Temp. mín. media (°C)                                            | 4.9                                                              | 6.7                                                              | 9.3                                                              | 12.5                                                             | 15.4                                                             | 16.6                                                             | 16.9                                                             | 16.3                                                             | 14.2                                                             | 11.6                                                             | 8.3                                                              | 5.9                                                              | 11.6                                                             |
| Temp. mín. abs. (°C)                                             | -7.0                                                             | -13.0                                                            | -4.2                                                             | 0.0                                                              | 1.0                                                              | 0.0                                                              | 7.0                                                              | 9.0                                                              | 1.3                                                              | -3.0                                                             | -5.0                                                             | -10.0                                                            | -13.0                                                            |
| Precipitación total (mm)                                         | 13.6                                                             | 9.9                                                              | 11.2                                                             | 13.2                                                             | 28.5                                                             | 40.1                                                             | 63.7                                                             | 40.7                                                             | 62.0                                                             | 27.3                                                             | 7.5                                                              | 8.0                                                              | 325.7                                                            |
| Días de precipitaciones (≥ 1.0 mm)                               | 4.1                                                              | 2.9                                                              | 3.6                                                              | 3.4                                                              | 6.8                                                              | 8.1                                                              | 10.7                                                             | 9.6                                                              | 9.7                                                              | 6.1                                                              | 3.5                                                              | 2.6                                                              | 71.1                                                             |
| Fuente: Comisión Nacional del Agua                               |                                                                  |                                                                  |                                                                  |                                                                  |                                                                  |                                                                  |                                                                  |                                                                  |                                                                  |                                                                  |                                                                  |                                                                  |                                                                  |

### Orografía e hidrografía
Saltillo se encuentra en una zona penisísmica, donde se han registrado varios sismos o movimientos telúricos. El último se registró en mayo de 2018 con magnitud 4.0 en la escala de Richter.

#### Cañón de San Lorenzo
Compuesto por formaciones geológicas del periodo Jurásico, el cañón de San Lorenzo, ubicado al sureste de Saltillo en la sierra de Zapalinamé, es un atractivo turístico que atrae decenas de aventureros cada semana por la diversidad de deportes extremos que se pueden practicar aquí como la escalada en roca, rapel, ciclismo de montaña, senderismo, montañismo y campismo. Entre sus parajes destaca Balcones, La Ventana, Cascada de los Elefantes, La Y, Roca Escuela y la casa de Lorenza. Accidentes fluviales de poniente a oriente.

#### Arroyo del Pueblo
Entra desde el surponiente a la ciudad por la colonia Tanquesito al extremo sur de la calle Pedro Ampudia, baja cerca y a lo largo de la vía férrea, pasa al lado del Hospital Universitario y más al norponiente por la colonia Pueblo Insurgente y continua paralelamente pero relativamente cercano al bulevar Vito Alessio Robles hacia el complejo automotriz de GM y converge a la altura de carretera “Los Pinos” con el arroyo de Cevallos. Cuenta con una presa Tlaxcalteca (patrimonio histórico en peligro).

#### Arroyo de los Ojitos
Inicia al sur del bulevar Francisco Coss, pasa detrás del Tecnológico de Saltillo, cruza el Bulevard Venustiano Carranza a la altura del Hotel “El Paso” hacia el noreste, pasa entre los edificios de Liverpool y Home Depot, y se canaliza por el bulevar Nazario Ortiz hacia la calle Benito Juárez.

#### Arroyo de la Tórtola
Inicia su cauce en la Colonia Magisterio, hacia el templo del Santo Cristo del Ojo de Agua, atraviesa el centro de la ciudad entre las calles Arteaga y Matamoros cerca de la escuela Coahuila, después a la altura de la plaza 1 de Mayo en la calle Emilio Castelar converge con el cauce que baja cerca de la calle Antonio Cárdenas (o Abasolo sur) al parecer desde el parque El Chapulín, se canaliza subterráneamente pasando por la colonia Topo Chico, baja a través de la calle Nava, en la colonia República y luego por Luis Echeverría y baja de nuevo por Abasolo norte y conecta en Nazario Ortiz con el Charquillo.

#### Arroyo del Charquillo
Inicia desde el extremo oriente de la calle Ateneo, baja detrás del deportivo San Isidro pasando a un lado de Campo Redondo, atraviesa el lago de la Ciudad Deportiva hacia el Tecnológico de Monterrey y continua hasta converger con el arroyo de Cevallos a la altura del bulevar Moctezuma o Pedro Figueroa.

#### Arroyo de Cevallos
Inicia en la sierra Zapaliname, desde la colonia Lomas de Lourdes pasa a lo largo del bulevar Luis Echeverría oriente, pasa atrás del Mercado de Abastos, atraviesa por un lado de plaza Sendero, luego baja a lo largo de la calle Tezcatlipoca, pasa cerca del Club Campestre y converge con el arroyo de la Navarreña en carretera hacia Monterrey y camino a los Valdés.

#### Arroyo de la Navarreña
Inicia en la sierra a la altura de la colonia Vista Hermosa, de forma cruzada atraviesa colonias como Fundadores y Morelos, baja por un lado del Motel Corona en bulevar Fundadores, pasa al lado del panteón Dolores en el Bulevard Jesús Valdés Sánchez y continua hacia el sur rodea el Club Campestre por su lado oriente y el fraccionamiento Country Club y continua a hacia la ciudad de Ramos.

#### Predio "El Aguaje"
Ubicado en el Cañón de San Lorenzo al sureste de la ciudad de Saltillo. Compuesto por formaciones geológicas originadas entre el Jurásico Superior y Cuaternario que facilitan la infiltración intensa de agua al subsuelo, permitiendo así la recarga constante de los acuíferos que abastecen de agua potable a la ciudad de Saltillo.
El 3 de julio del 2008, el Gobierno del Estado de Coahuila decide comprar la propiedad, la cual fue otorgada a Protección de la Fauna Mexicana en comodato el 23 de julio de 2012 para su manejo y conservación.

#### Sierra de La Concordia
Es la montaña más alta del municipio, alcanza los 3,462 metros sobre el nivel del mar.

#### Sierra Catana
Montaña que alcanza los 3,104 metros sobre el nivel del mar.
La ciudad cuenta con grandes zonas de inundacion en la parte norte debido al cambio de uso de suelo agrícola (nogaleras) para la creación de fraccionamientos.

## Demografía

### Población
La ciudad de Saltillo de acuerdo con el último conteo y delimitación oficial realizada en 2020 en conjunto por el INEGI, el CONAPO y la SEDESOL, es la ciudad número 14 más poblada de México al contar con 864,431 habitantes.
| Gráfica de evolución demográfica de Saltillo entre 1900 y 2020                                    |
|                                                                                                   |
| Población de los censos del Instituto Nacional de Estadística y Geografía (INEGI) de 1900 a 2020. |

## Economía
La ciudad de Saltillo es una zona urbana y comercial, al 2024 se le considera como la ciudad más competitiva de todo México por el IMCO; superando a la Ciudad de México, Monterrey y Guadalajara. Saltillo, es una de las pocas ciudades que obtiene una calificación de muy alta competitividad, un reconocimiento al progreso constante en infraestructura, gobernanza y calidad de vida. Destaca su producto promedio por hora trabajada, medido en pesos, y la construcción de nuevas viviendas intraurbanas.  Su zona metropolitana es la más rica del estado de Coahuila y la séptima más rica de México con $513.8 MDP, así como también se encuentra entre las 10 ciudades con mejor calidad de vida en el país. Una gran parte de la población labora en la industria que se concentra en el municipio de Ramos Arizpe, parte de la Zona metropolitana de Saltillo, considerado una de las zonas más industrializadas del país que conforma uno de los mayores clústeres automotores en México. Desde 1970 se han instalado en la región plantas como Grupo Industrial Saltillo, General Motors, Magna, Fiat Group, Chrysler, Daimler, Freightliner, Delphi, Nemak, Plastic Omnium, etc.
Real estate market, le consideró la sexta mejor ciudad para invertir en México en el 2025 y por lo tanto la mejor ciudad para invertir en el estado de Coahuila; por su sólida base industrial, especialmente en el sector automotriz, ofrece un entorno propicio para el desarrollo de nuevos negocios y la expansión de los existentes.
Al sur de Saltillo, Coahuila, con dirección a Zacatecas, se encuentran algunos parques industriales, entre ellos La Angostura y Derramadero los cuales sirven como canales para aumentar el comercio y que en poco tiempo han crecido a pasos agigantados. Las empresas tanto nacionales como extranjeras están jugando un papel muy importante en cuanto a la inversión en esta zona, debido a que estas empresas han acercado a sus proveedores para facilitar los procesos logísticos, con ellos se generan fuentes de empleo y se crea una mejor imagen de la región haciéndola atractiva para inversiones futuras.

### Vialidad
La infraestructura vial en la ciudad de Saltillo es una de las más problemáticas del país, con más de 30 pasos a desnivel y dos distribuidores viales, el crecimiento de tráfico sobrepaso estas vialidades que componen 28 km de vía libre que permiten atravesar la ciudad sin semáforos de norte a sur, estas obras convirtieron a la capital del estado en una «ciudad moderna y en pleno desarrollo».

## Educación

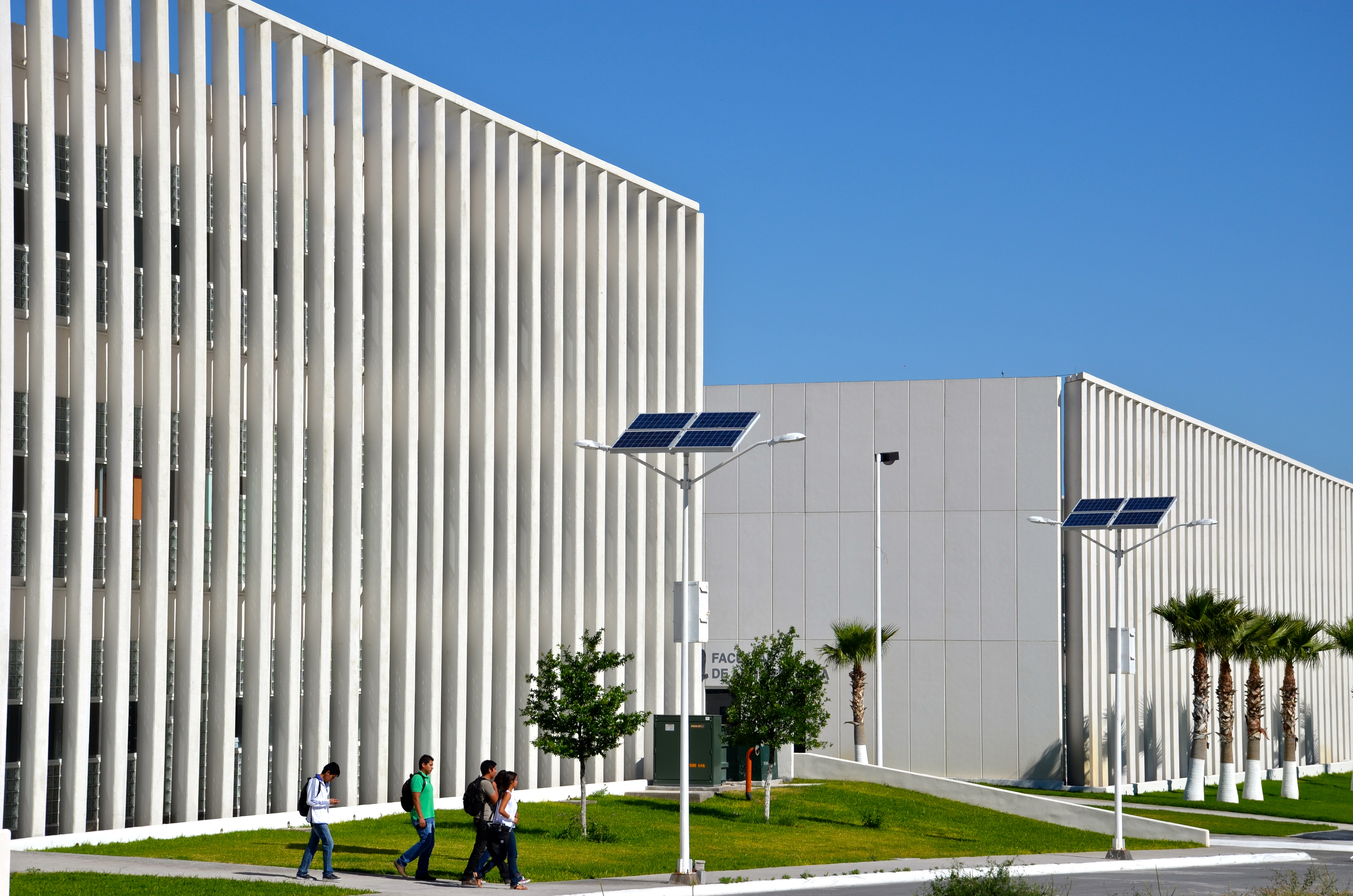
CU. Campus Universitario UAdeC
Ubicado en el municipio de Arteaga, Coahuila, diseñado por el arquitecto mexicano Teodoro González de León, cuenta hoy en día con un Aula Magna, Infoteca CU, la Escuela de Artes Plásticas, Facultad de Sistemas, Arquitectura e Ingeniería.

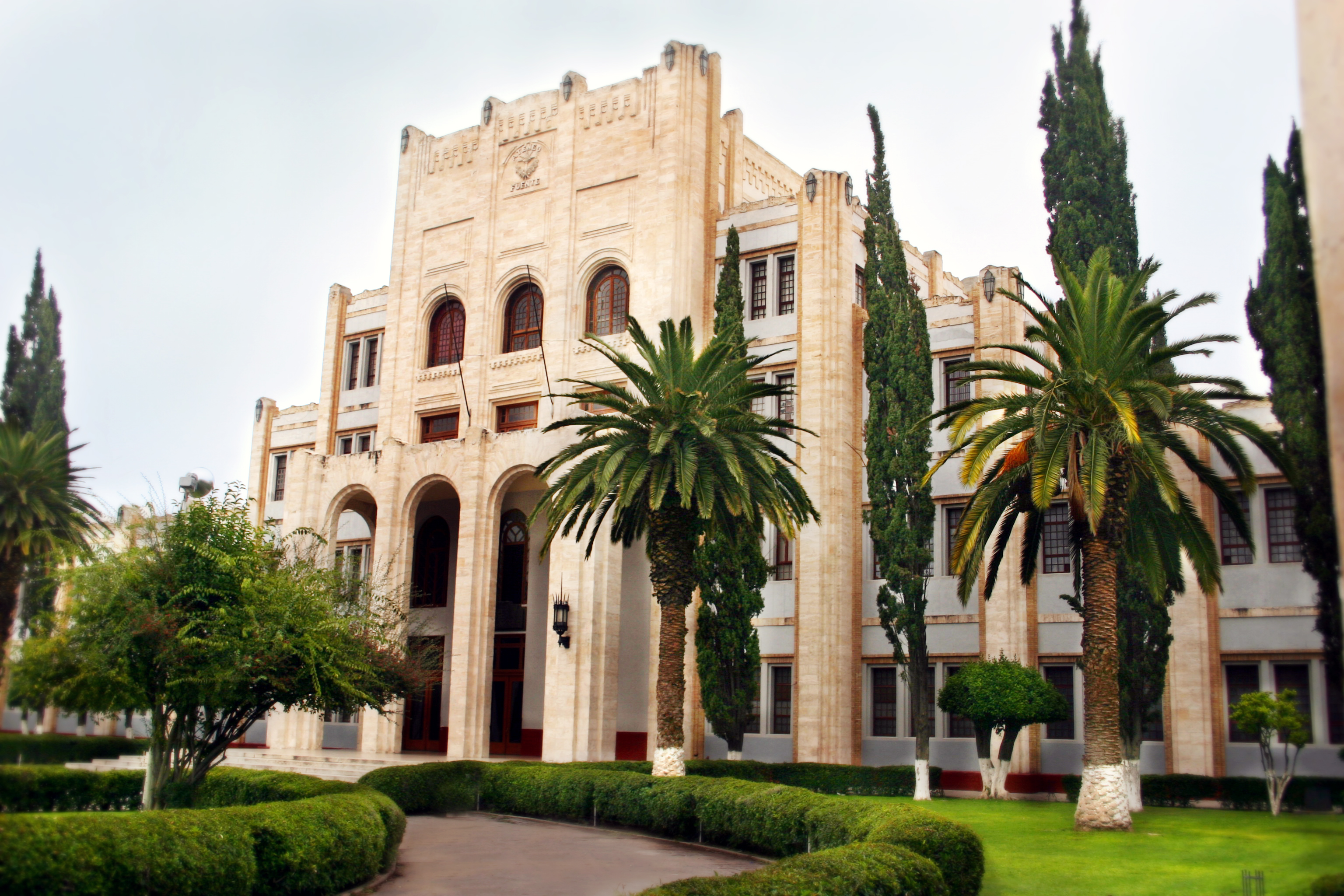
Escuela de Bachilleres Ateneo Fuente de la UAdeC.

A finales del siglo pasado, en Saltillo la calidad de sus instituciones educativas era alta.[cita requerida] En la actualidad, las principales universidades de Saltillo son la Universidad Autónoma de Coahuila, el Instituto Tecnológico de Saltillo, el Instituto de Filología Hispánica y la Universidad Autónoma Agraria Antonio Narro. Otras instituciones nacionales como el Tec de Monterrey, la Universidad del Valle de México y la Universidad Iberoamericana también tienen campus en la ciudad.

## Arquitectura

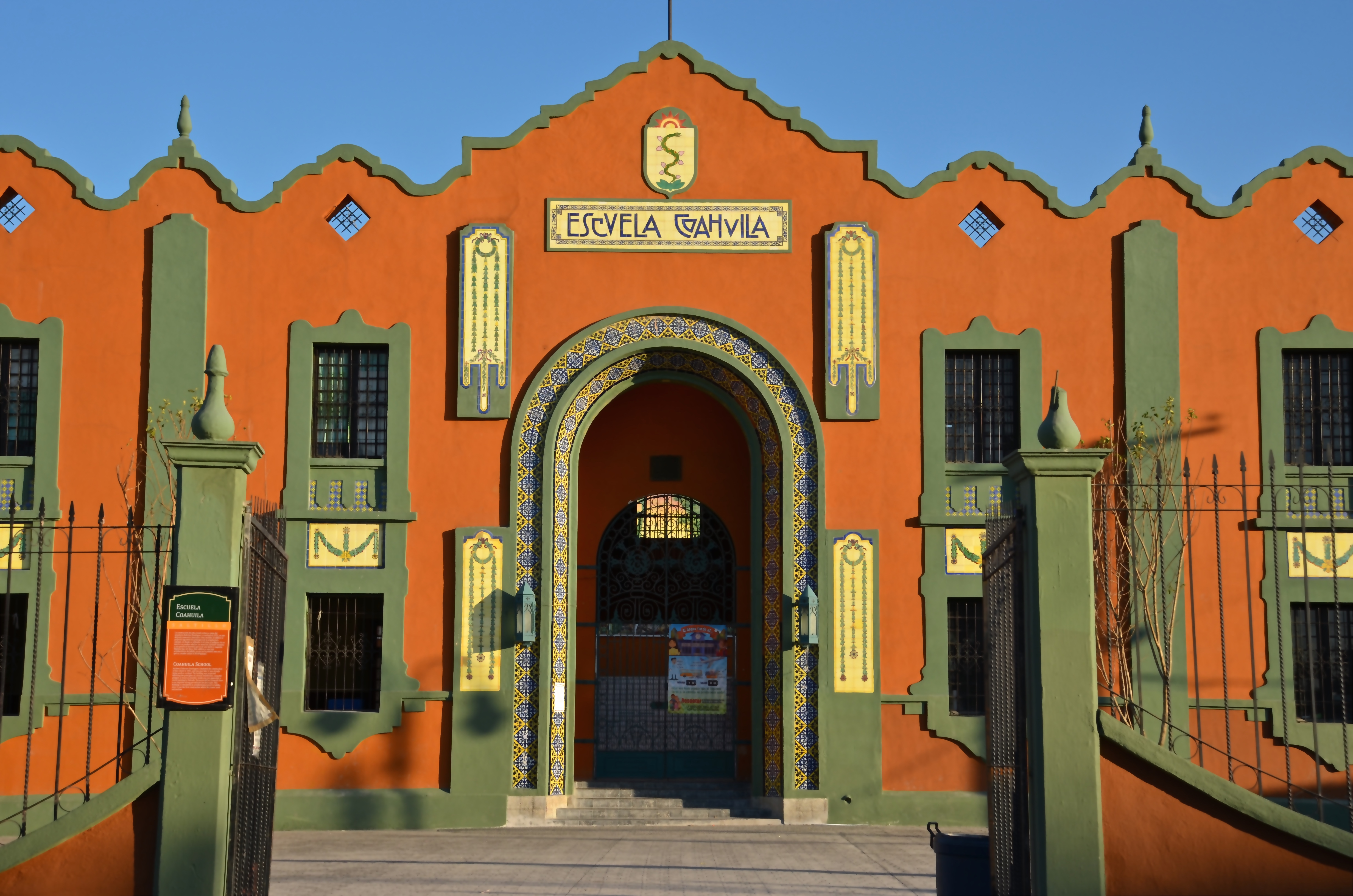
Escuela Coahuila, su construcción data de 1930. A cargo del Ingeniero Zeferino Domínguez Villarreal, estilo art déco.

### Edificios y construcciones emblemáticas

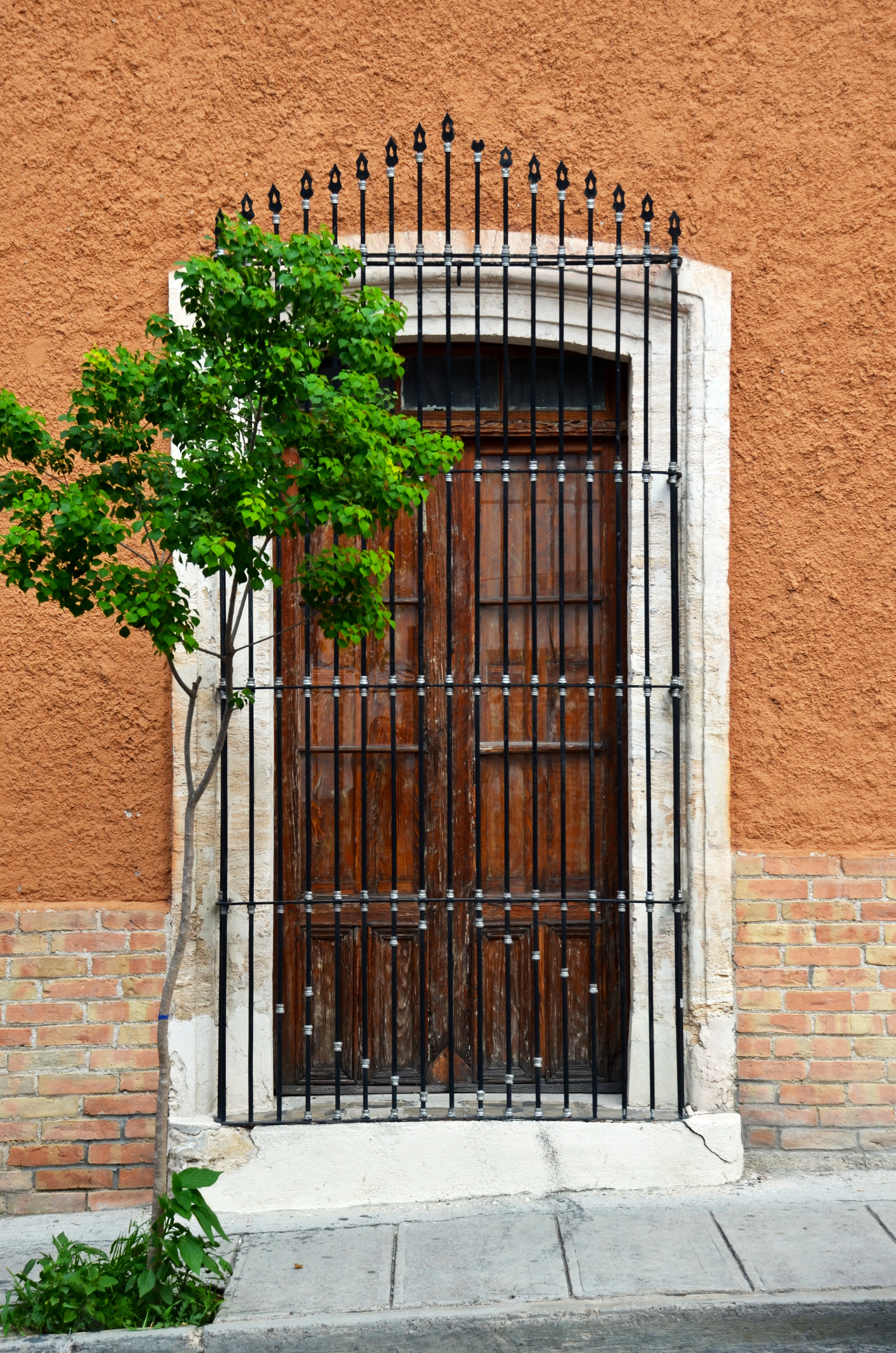
Ventanal tradicional de casa en el centro histórico de la ciudad. Protección forjada en hierro 1900.

En 1989, año en que fue creado el centro histórico de Saltillo y la Junta de Protección y Conservación del Patrimonio Cultural. Se transformó el centro urbano embelleciendo la imagen urbana y la restauración de edificios de valor histórico.
Al ser una de las ciudades más antiguas del norte de México, Saltillo posee una riqueza arquitectural que la distingue del resto de la región. Algunas edificaciones notables son:
- La Plaza de Armas: En el corazón de Saltillo, donde confluyen el gobierno, religión, sociedad, y cultura, la plaza de armas puede ser un buen punto de partida para un recorrido a pie por el centro histórico. Un lugar lleno de historia, folklore y movimiento; la auténtica cultura saltillense.
- Palacio de Gobierno: Edificio neoclásico de hace casi 200 años; cuenta con exhibición de murales de Almaráz y Tarazona con los episodios más relevantes de historia Coahuilense.[41]
- Casino de Saltillo: Hermoso edificio de cantera inaugurado en 1900, con una extensa colección fotográfica que se remonta a 1950.[41]
- Palacio de Gobierno: un edificio neoclásico de hace casi 200 años; cuenta con exhibición de murales.[41]

- Iglesia Bautista de Saltillo construido en 1885. Con sus rasgos claros de arquitectura inglesa, techos de dos aguas muy pronunciados y un hermoso vitral de fondo que enriquece la fachada, es una de las construcciones más antiguas y mejor preservadas de la ciudad.
- Archivo Municipal de Saltillo: El Acervo del Archivo municipal cuenta con documentos clasificados en diversos temas que narran la historia del municipio.[41]
- Escuela Normal Superior del Estado de Coahuila: La Escuela Normal para profesores de Coahuila fue fundada en el año de 1894 y es famosa por ser una de las escuelas para maestros más prestigiada del estado.[41]
- Ateneo Fuente: Ícono de la vida cultural del estado, es la institución más antigua dedicada a la enseñanza superior en el estado. Las obras murales que decoran el vestíbulo fueron creación de Salvador Toscano y Miguel Santana. Este recinto ha marcado la vida de los coahuilenses, su imagen forma parte del escudo de armas de Saltillo. Aloja una Sala de Historia Natural, una sala de arte colonial y una pinacoteca de arte mexicano con una magnífica colección de obras de grandes pintores.[41]
- Instituto Tecnológico de Saltillo: El recinto destaca por su majestuosa arquitectura de estilo neocolonial pulido en cantera rosa.[41]

## Sitios de interés

### Culturales

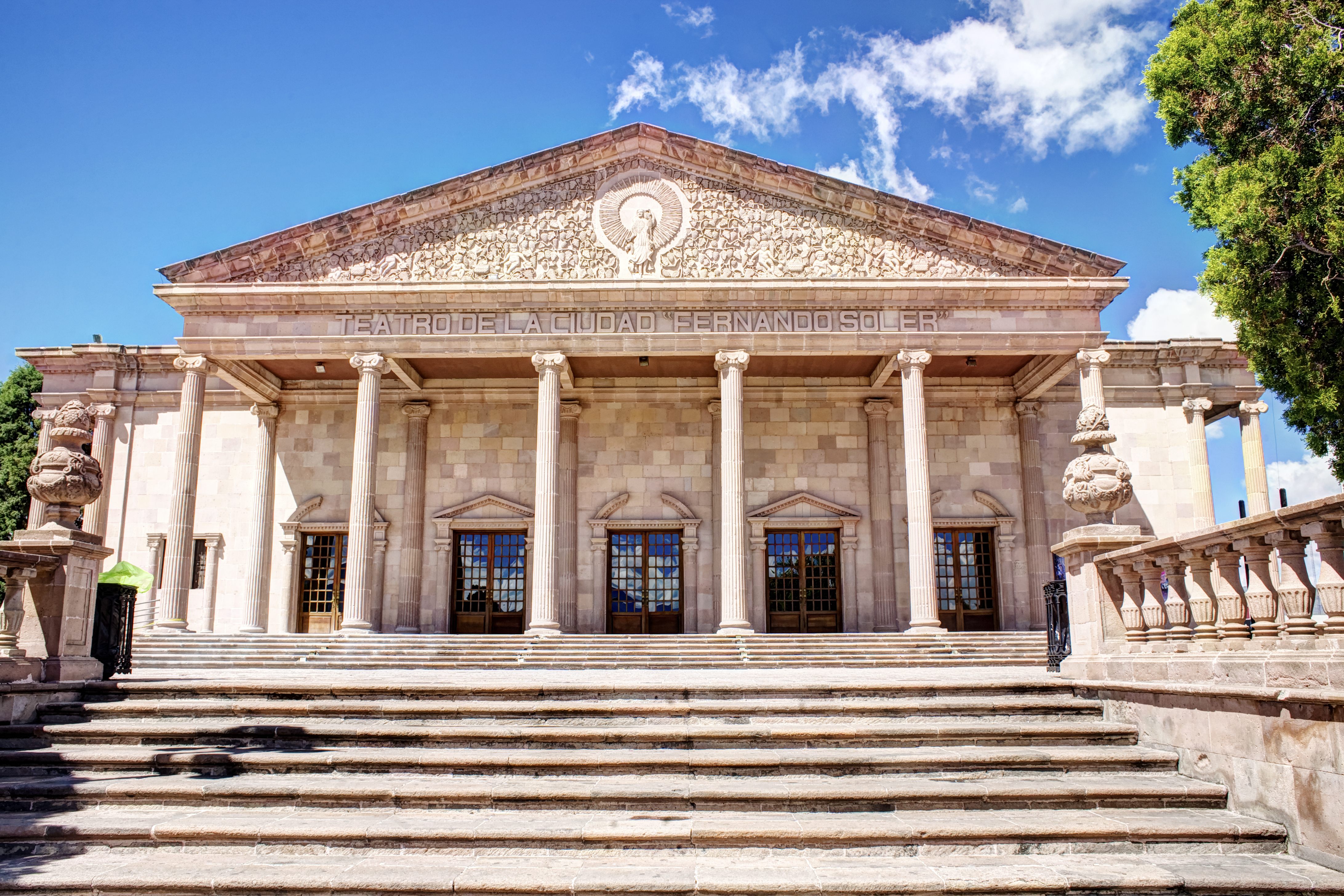
Teatro de la Ciudad Fernando Soler.

- Teatro de la Ciudad Fernando Soler: Fue diseñado por el arquitecto Francisco Flores Flores e inaugurado el 26 de marzo de 1979. Presenta obras de teatro, ópera, música, danza, espectáculos infantiles, festivales, conferencias, informes de gobierno, graduaciones y congresos. La primera representación fue Los empeños de una casa de Sor Juana Inés de la Cruz, bajo la dirección de Luis G. Basurto con escenografía de David Antón y los actores Magda Guzmán, Rubén Rojo, José Baviera y Carmen Monje, entre otros.[42]
- Auditorio Parque las Maravillas: auditorio al aire libre parque Las Maravillas, cuenta con capacidad para más de 15 000 espectadores.[43]
- Paraninfo del Ateneo Fuente: Es el recinto universitario por excelencia; en él se llevan a cabo innumerables eventos académicos y culturales. Sobresalen sus murales, obras del pintor catalán Salvador Tarazona, de los cuales, el del lado norte está dedicado a la ciencia y el del lado sur a la cultura y las artes.[44]
- Centro Cultural Casa Purcell: Obra arquitectónica construida en el siglo XIX por el arquitecto Alfredo Gilles al estilo de las antiguas casonas de Irlanda, cuyo propietario fue Guillermo Purcell, ahora es un centro cultural que cuenta con espacios para exhibiciones temporales de arte contemporáneo.
- Centro Cultural Teatro García Carrillo: Cuenta con una galería donde se exhiben muestras temporales; cuenta también con un auditorio donde se llevan a cabo conferencias, conciertos, lecturas y, todos los jueves, la proyección de ciclos de cine.Teatro García Carrillo, calle Aldama y Allende, zona centro.

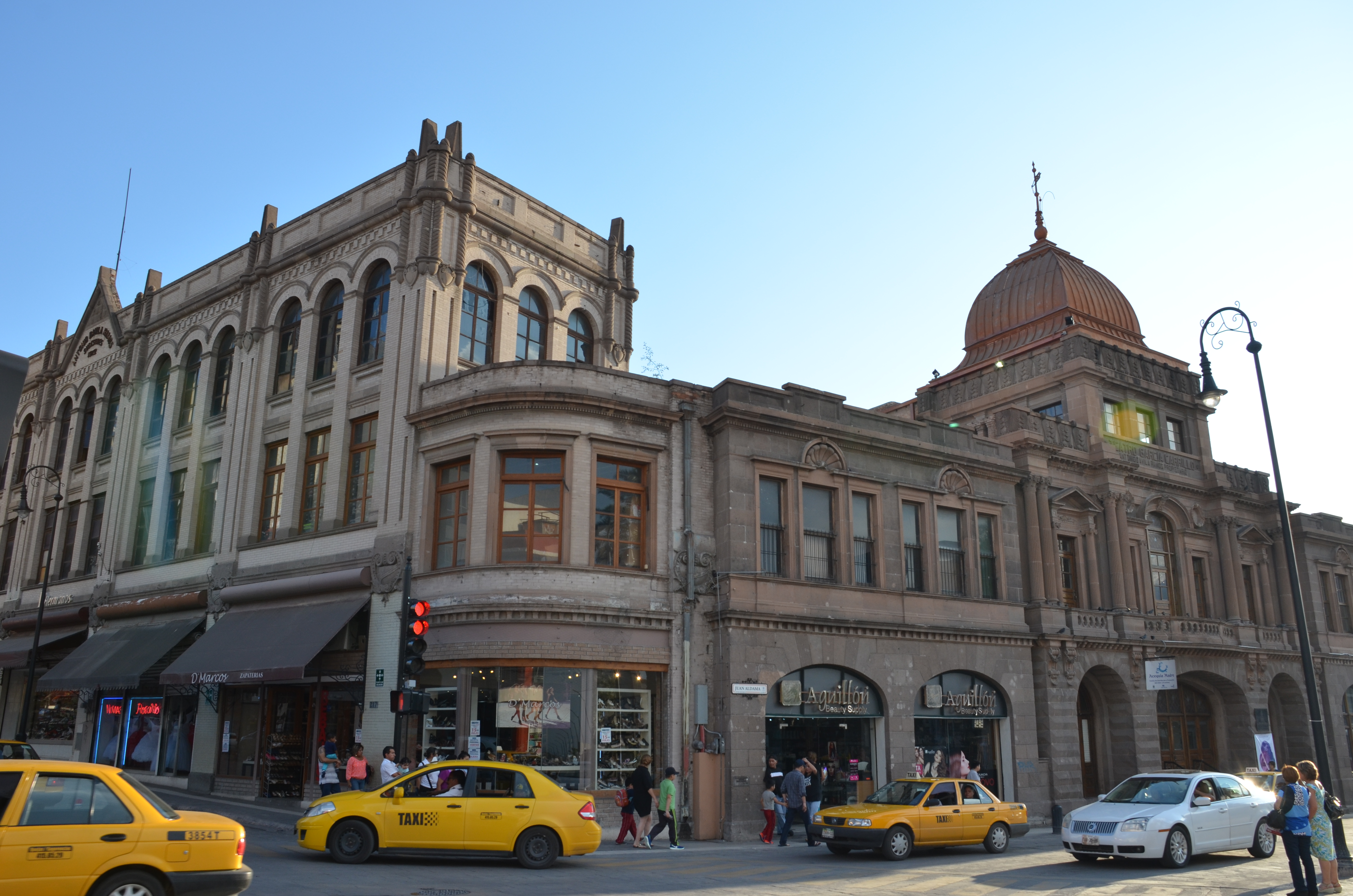
Teatro García Carrillo, calle Aldama y Allende, zona centro.

- El Centro Cultural Vito Alessio Robles: Antigua sede del Ayuntamiento de Saltillo, cuenta con un mural de Helena Huerta sobre la historia de Coahuila, objetos personales de Vito Alessio Robles, una biblioteca (con una estupenda colección de libros antiguos y documentos de los historiadores Vito Alessio Robles y Oscar Dávila), y exposiciones temporales de arte moderno.
- Instituto Coahuilense de Cultura: Aquí se promueve y difunde la cultura y el arte realizado en el estado; dispone de una galería de arte (donde se exhiben obras pictóricas), talleres, conferencias, diversos eventos especiales; además de una librería y una cafetería.
- El Recinto a Juárez: Alberga al Colegio Coahuilense de Investigaciones Históricas. Ofrece servicios de biblioteca y también se llevan a cabo obras de teatro, conferencias, presentaciones de libros y otras actividades culturales.
- Recinto del Patrimonio Cultural Universitario: Casa que data del año 1680, perteneció a la familia Purcell durante el siglo XX. Fue sede del Banco Nacional de México y a partir del 2005 es utilizada con propósitos culturales exponiendo el patrimonio artístico de la ciudad.
- Recinto Cultural Universitario Aurora Morales de López: Un espacio más para la expresión artística de la Universidad Autónoma de Coahuila. El recinto difunde y alberga obras producidas por creadores coahuilenses.[45]

### Religiosos

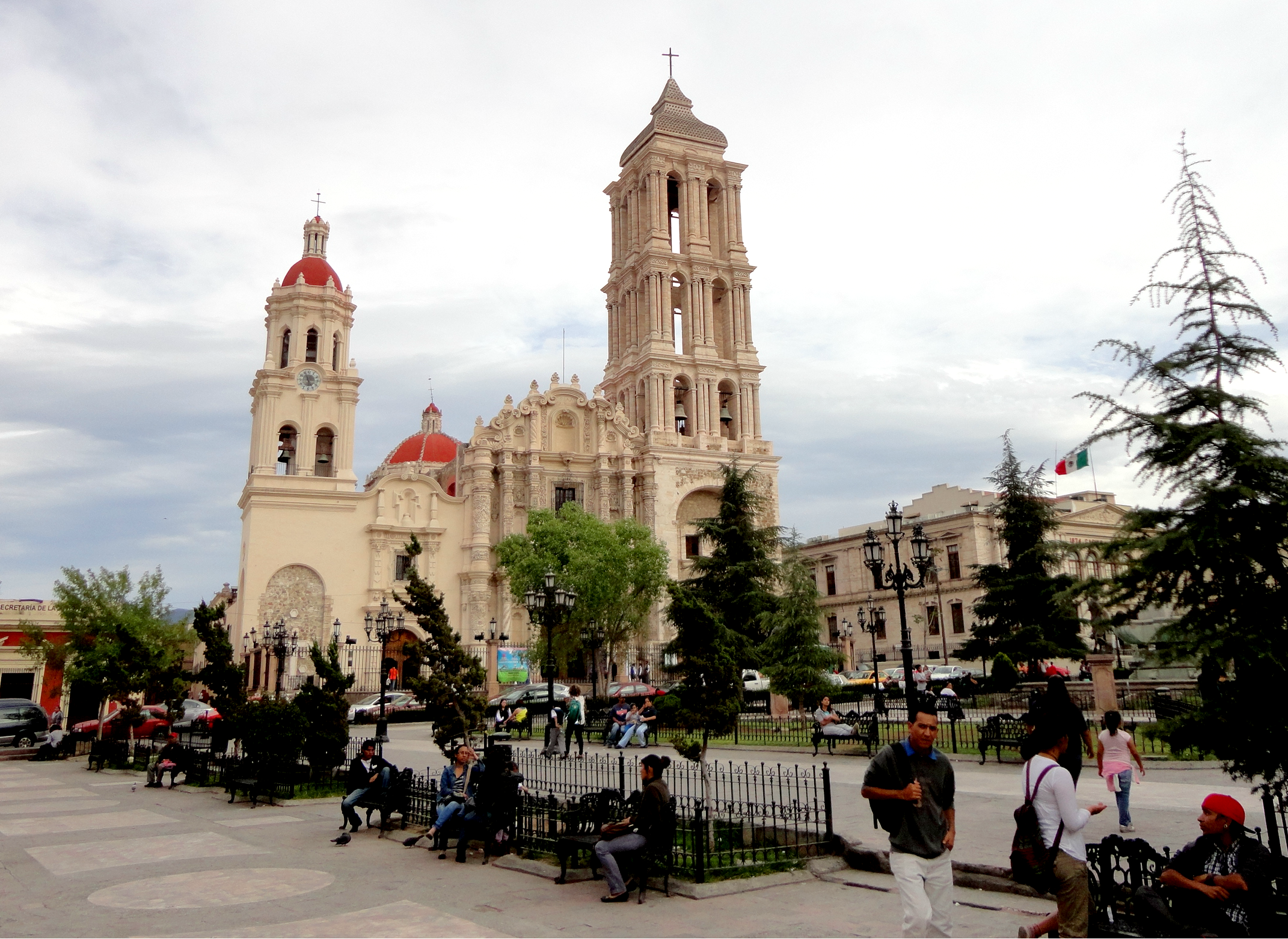
Plaza de Armas y Catedral de Santiago

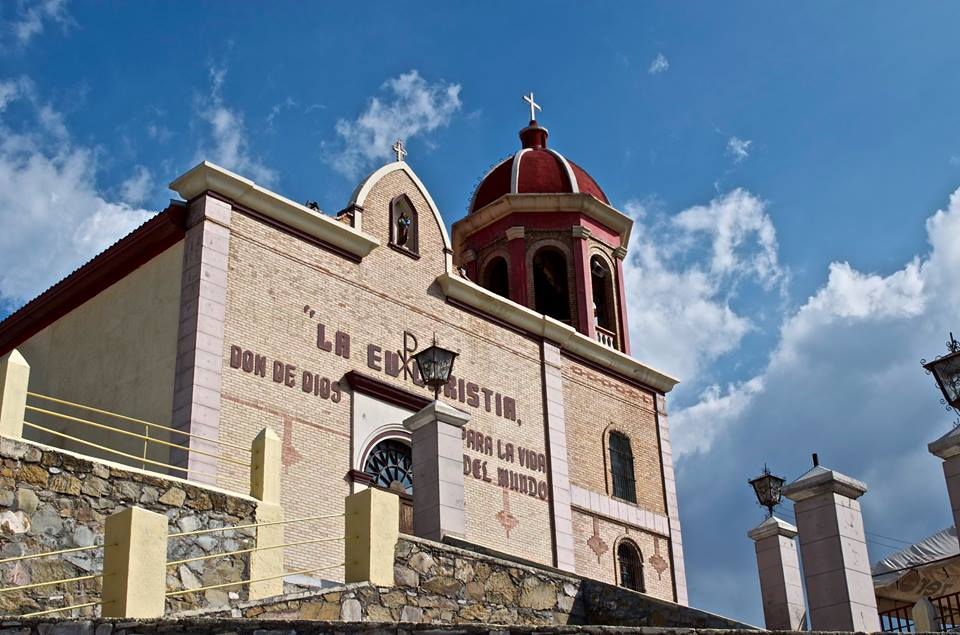
Iglesia del Santo Cristo del Ojo de Agua

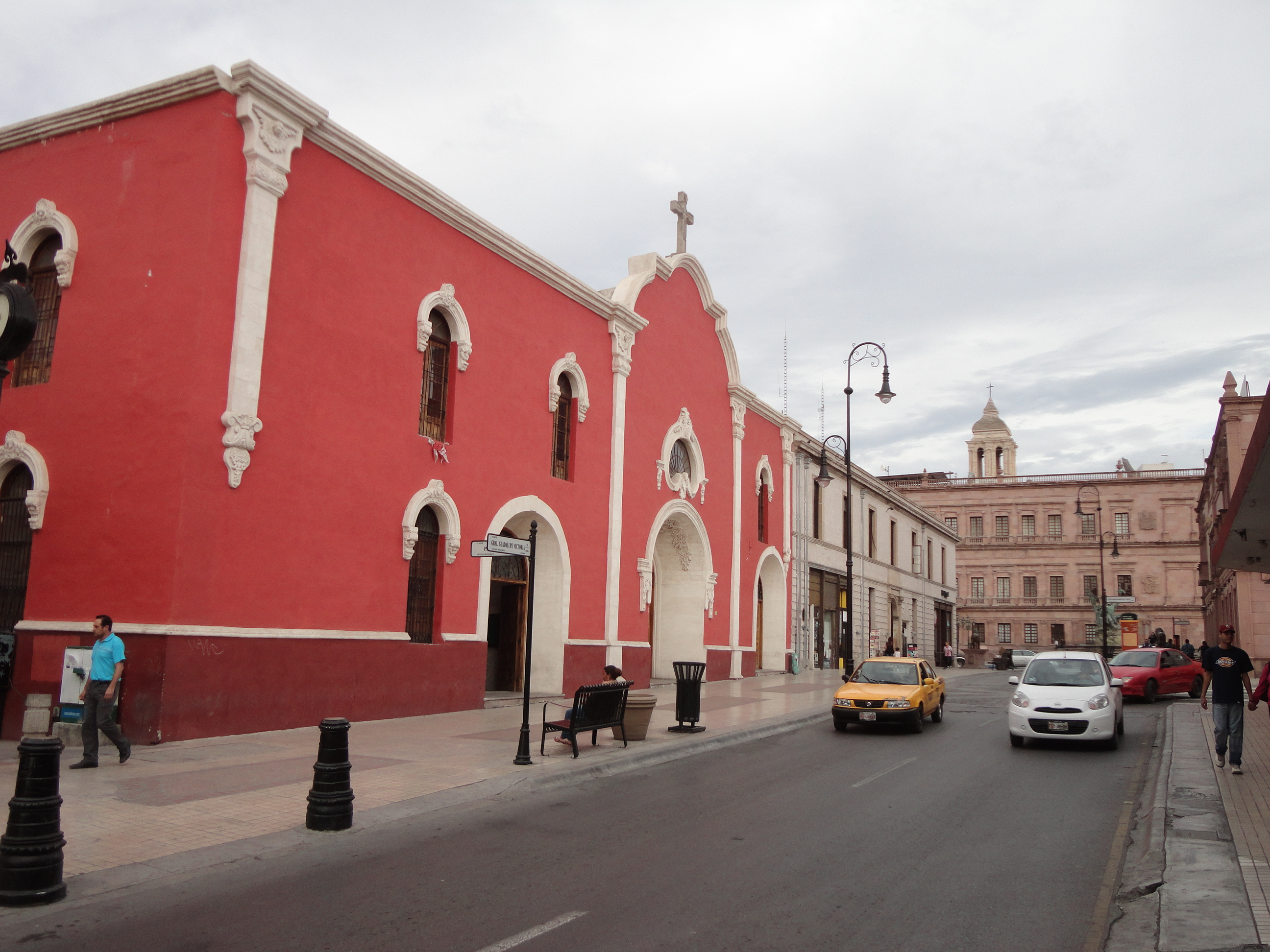
Parroquia de San Esteban

- Catedral de Santiago Apóstol: Verdadera joya arquitectónica dedicada al Apóstol Santiago el Mayor y que en 1745 inicia su construcción como parroquia para después, en 1891, erigirse como la Catedral de Saltillo conjuntando varios estilos arquitectónicos como el barroco y el churrigueresco. Es el edificio más representativo de Saltillo y su torre es una de las más altas de América Latina. En el interior sobresalen sus retablos, así como una colección de 45 óleos virreinales de gran valor y el frontal de plata que se encuentra en el altar de San José, pieza del siglo XVIII que participó en la exposición “México, Esplendores de Treinta Siglos”, que recorrió EUA y México durante tres años.
- Iglesia del Santo Cristo del Ojo de Agua: Se ubica en la parte alta de la colina donde surge el manantial del cual se desprende el nombre de la ciudad. Esta joya arquitectónica aloja a un Cristo crucificado conocido como el Santo Cristo del Ojo de Agua, al que muchos feligreses atribuyen la presencia del manantial, que pareciera brotar de su base. El templo comenzó a ser construido hacia 1917 y el Santo Cristo del Ojo de Agua llegó a la ciudad en 1927 por gestiones del tercer obispo de Saltillo, Jesús María Echavarría y Aguirre.
- Parroquia de San Esteban: De gran valor histórico es este templo, construido en 1592 al fundarse el poblado San Esteban de la Nueva Tlaxcala, habitado por los tlaxcaltecas. Además, en 1847 en la batalla de La Angostura desempeñó las funciones de hospital.
- Templo de San Francisco de Asís: Ejemplo del fervor espiritual de sus habitantes es esta iglesia que data del siglo XIX y que da vida a la plaza-jardín del mismo nombre, en donde se encuentra una escultura del destacado torero saltillense Fermín Espinosa “Armillita Chico”.
- Templo de San Juan Nepomuceno: Templo jesuita construido en el siglo XIX. En su fachada de estilo neoclásico sobresalen sus torres inconclusas y su bella cúpula con ventanales. En su interior resguarda óleos del padre Gonzalo Carrasco, esculturas evangélicas, y un mural de la vida de San Juan.
- Santuario de Guadalupe: De estilo gótico construido en cantera en 1890 resalta en la ciudad. En aquel entonces el Santuario pertenecía al pueblo de San Esteban de la Nueva Tlaxcala. En la parte superior y central de la construcción hay un reloj, ventanas ojivales y contrafuertes de arco, característicos del estilo gótico que llegó a México después del imperio de Maximiliano.

### Museos
En Saltillo existen alrededor de 22 museos, entre ellos: Museo de los Presidentes Coahuilenses, Recinto del Patrimonio Cultural Universitario, Pinacoteca Ateneo Fuente de la Universidad Autónoma de Coahuila, Museo –Archivo Parroquial, Sala de Historia Natural «Prof. Rafael B. Narro» (Ateneo Fuente. Universidad Autónoma de Coahuila), Museo de Paleontología de la Benemérita Escuela Normal de Coahuila, Museo de Arqueología «Prof. Carlos Cárdenas Villarreal» de la Benemérita Escuela Normal de Coahuila.
- Museo de los Presidentes Coahuilenses: Erigido para honrar la memoria y el legado de los cinco coahuilenses que han sido Presidentes de México: Melchor Múzquiz, Francisco I. Madero, Eulalio Gutiérrez Ortiz, Roque González Garza y Venustiano Carranza. Exhibe fotografías, documentos y objetos personales y oficiales de estos personajes. Cuenta con la primera banda presidencial que portó Guadalupe Victoria durante su gestión como Presidente.
- Museo Capilla Landín: La antigua capilla, construida a finales del siglo XVIII, es un monumento emblemático y de arte fundamental de la belleza arquitectónica de esta capital que ha sido restaurado y conservado. Incluye un área museográfica donde se exhibe una colección de 20 cuadros de arte religioso de los siglos XVII y XVIII.
- Museo de la Angostura: En memoria del triunfo de las tropas mexicanas frente a Estados Unidos en 1847. Lo alberga una casona antigua que en su tiempo fue la Escuela Normal del Estado.
- Museo de la Catrina: Pintoresco espacio donde podemos apreciar la historia de la Catrina, quien representa a la muerte en el tradicional Día de Muertos cuenta con una cafetería donde se sirve chocolate caliente y pan de muerto todos los días del año; además tiene una biblioteca y videoteca donde se detalla más sobre esta tradición.
- Museo de la Cultura Taurina: Su moderna propuesta museográfica, su carácter interactivo y didáctico, hace del museo el primero en su tipo en México; lo invitamos pues, a dar una mirada detallada al vasto y maravilloso mundo del toro.
- Museo de las Aves de México: Cuenta con una colección de más de 2,500 aves, (la colección de aves más grande de México y Latinoamérica) en su mayoría pertenecientes al territorio mexicano. El bello recinto que lo alberga fue el antiguo colegio jesuita San Juan Nepomuceno.
- Museo del Desierto: Considerado como uno de los mejores museos de historia natural en Latinoamérica, se ha convertido en un ícono de la ciudad. En sus más de 12,300 m² el visitante podrá conocer desde los orígenes del planeta, de los desiertos y los impresionantes dinosaurios, hasta la aparición de los primeros pobladores y la fauna que hoy habita nuestro ecosistema.
- Museo del Normalismo: Relata la historia de la educación en Coahuila. Cuenta con una colección de instrumentos pedagógicos y una sala dedicada a los normalistas distinguidos egresados de la Benemérita Escuela Normal de Coahuila.
- Museo del Palacio de Gobierno: En este espacio cultural se encontrará la magia de este edificio de Palacio, donde se relata la historia de hace 250 años y se conocerán las etapas que ha vivido Coahuila, mismas en las que estarán presentes las imágenes y los testimonios, la vida y obra de nuestros exgobernadores.
- Museo del Sarape y Trajes Típicos: Promueve la investigación y rescate de una herencia material que forma parte de la identidad, tanto de los saltillenses como de los mexicanos. Exhibe los primeros sarapes elaborados en el siglo XIX y siglo XX, así como los trajes típicos de la región.
- Museo Rubén Herrera: Casona que data del siglo XVIII, donde se exhibe una colección del maestro zacatecano Rubén Herrera hecha en México y Europa. Cuenta con una sala para exposiciones temporales, auditorio, y biblioteca.
- Museo de Artes Gráficas MAG: En este nuevo Museo en Saltillo, se exhibe una importante colección de más de 1400 objetos que pertenecieron a José Guadalupe Posada, grabador mexicano, conocido en todo el mundo por sus estampas populares y caricaturas sociales, inspiradas en el folclor mexicano. El objetivo es difundir y preservar el arte impreso en el estado de Coahuila. Busca promover el conocimiento y apreciación de las técnicas de estampado tanto industriales como artísticas, valorar la obra de los artistas visuales y rescatar el aprecio por el oficio de los impresores.
- Sala de Historia Natural Profr. Rafael Narro del Ateneo Fuente: Ubicada dentro del Ateneo Fuente, el museo muestra la evolución de la tierra, el hombre y las especies. En la sala se exhiben aves, mamíferos, reptiles y minerales que predominan en Coahuila.[45]
- Museo de Catón: El periodista y cronista de la ciudad, Armando Fuentes Aguirre “Catón”, ha convertido la casa de sus antepasados en un museo que incluye una colección de aparatos de radio y cine, grabaciones en discos de diversas épocas, una videoteca y estación de radio cultural. Dentro del recinto también se llevan actividades culturales.[45]

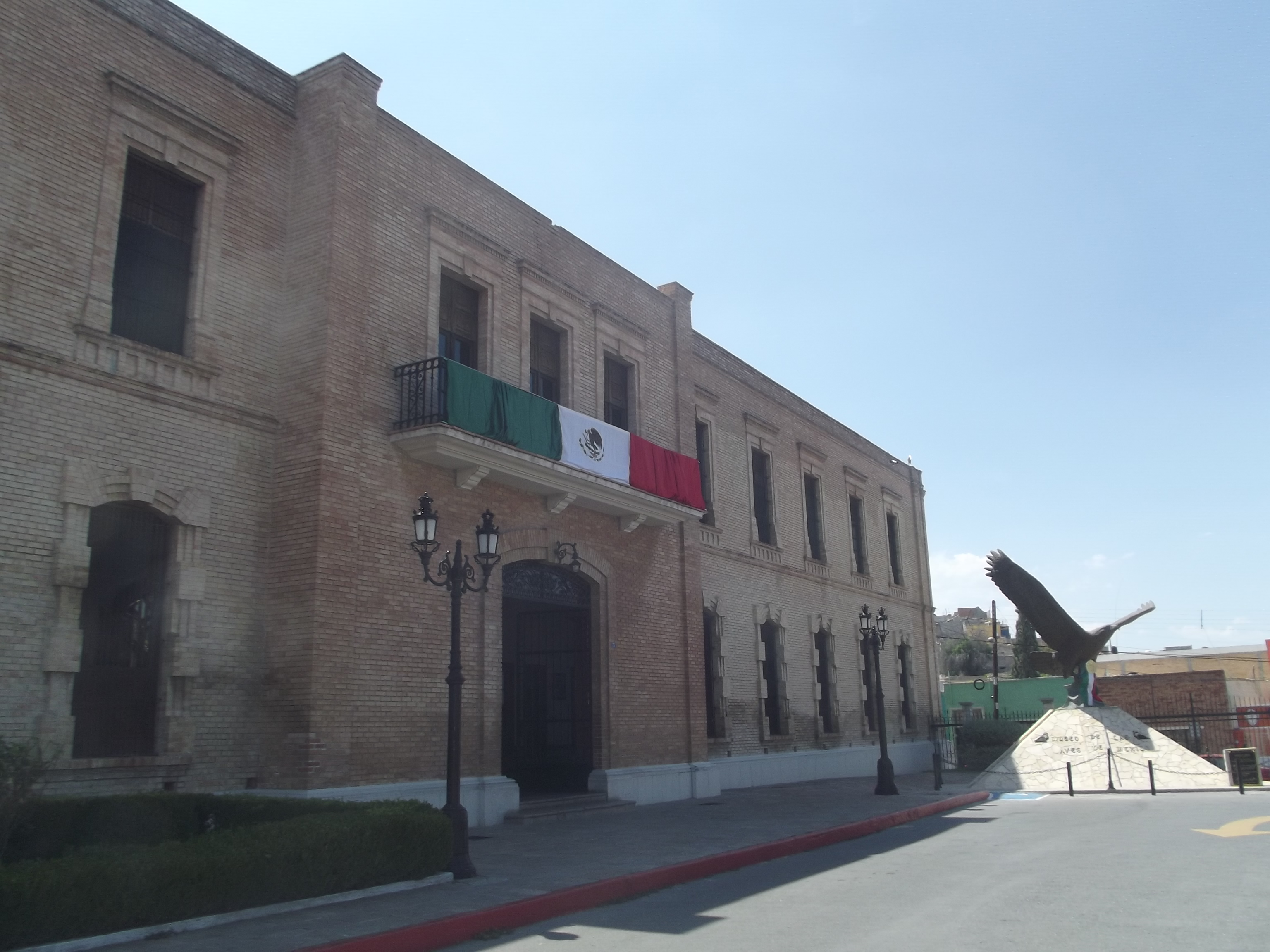
Museo de las Aves de México.

## Áreas de esparcimiento y recreación

### Parques
- Alameda Zaragoza Además de ser un importante pulmón para la ciudad, que otorga vida y color a través de numerosas arboledas, esta Alameda también es reconocida como una de las más bonitas del país. Ubicada en las cercanías del centro histórico, cuenta con un sinfín de pasajes que ofrecen la posibilidad de cómodos y cálidos paseos.[46]
- Ciudad Deportiva Francisco I. Madero el parque más grande de la ciudad, en donde se sitúa el estadio de béisbol «Francisco I. Madero» y el estadio olímpico del mismo nombre. Cuenta también con un gran lago y varios resbaladeros infantiles.
- Bosque Urbano Ejército Mexicano Es el área verde más grande de Saltillo, la cual eleva la calidad de vida de sus habitantes. Es un espacio con vegetación característica de la entidad, albergando pinos, fresno, palo blanco y pirul. El 30 de octubre de 2003 fue plantado el primer árbol, cuando aún era un proyecto, y en la actualidad cuenta con aproximadamente 3000, esparcidos en más de 12 hectáreas de terreno boscoso. En sus diferentes zonas se pueden realizar actividades recreativas o deportivas. Durante los fines de semana se ofrecen paseos en carretas y cursos sobre educación ambiental.[47]
- Parque Las Maravillas El segundo parque más grande de la ciudad. Fascinante sitio de esparcimiento con enormes áreas verdes, juegos infantiles, plazuelas, fuentes y zonas para practicar diversos deportes o simplemente pasar un buen día familiar.[48]
- Parque Ecológico el Chapulín El recién renovado parque cuenta con atractivos como la Fuente El Chapulín, el Lago Mayor, el Jardín Coahuila, el Árbol de la vida, el Jardín de los Antepasados, el Jardín de las Cactáceas, Jardín de los Sentidos y la Fuente de los Delfines, espacios que ofrecen diversas temáticas a los asistentes.[49]

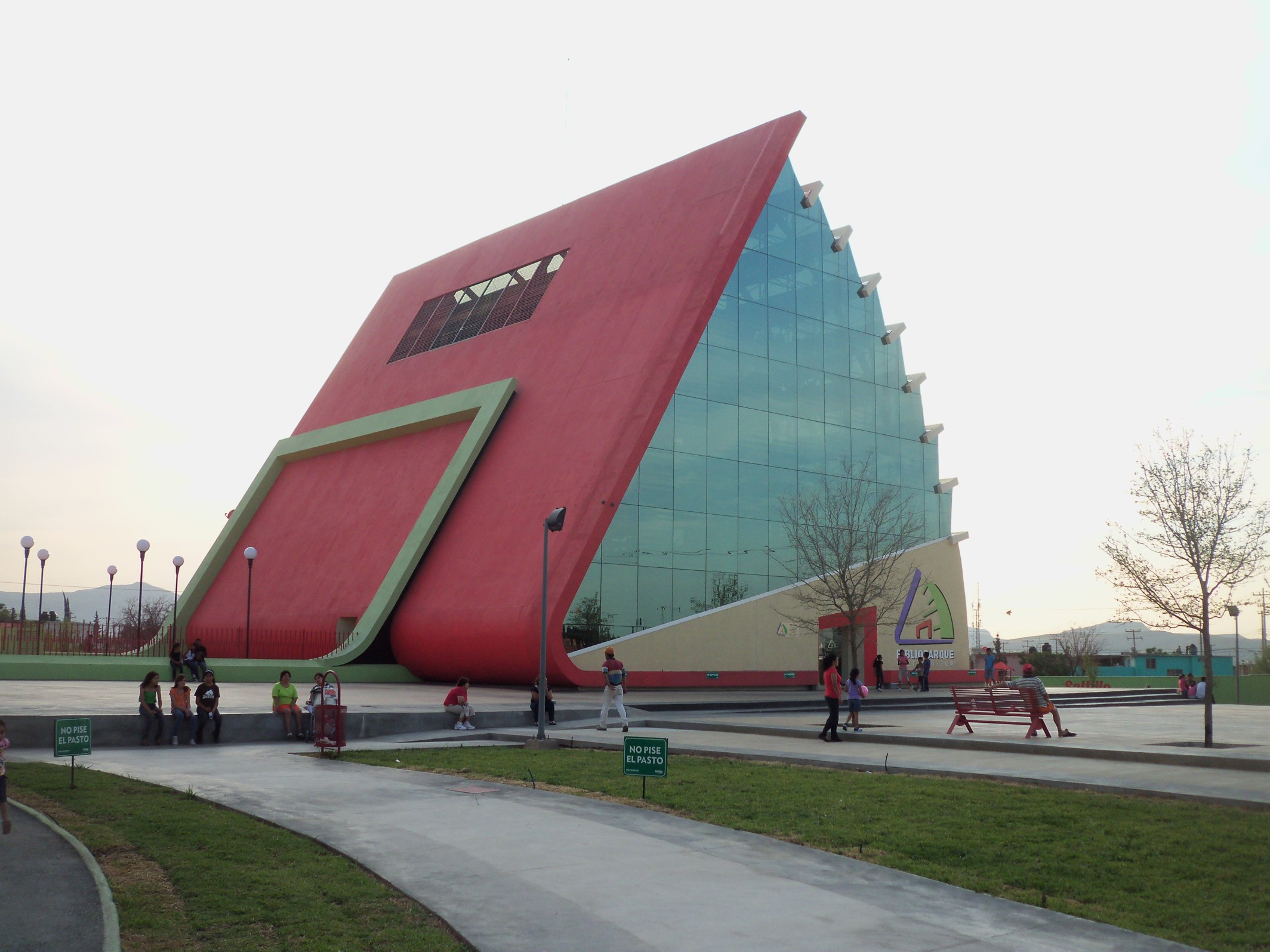
Biblioteca en el Biblioparque Saltillo Sur

- Biblioparque Saltillo Sur: Cuenta con una biblioteca con forma de libro, distintas canchas de fútbol, dos canchas de basquetbol, áreas infantiles y una concha acústica.
- Biblioparque Saltillo Norte: Cuenta con una velaria, canchas de fútbol 7 con pasto artificial, campo de minigolf, parque de béisbol infantil con pasto artificial, canchas de voleibol de playa, canchas de tenis, un bibliobosque con más de 1100 árboles, fuente monumental iluminada y pista de patinaje, estacionamiento interior, canchas de basquetbol, biblioteca y tirolesa, entre otros.[50]
- Mirador de la Plaza México: Este lugar ofrece una increíble vista panorámica de la ciudad, y además resalta por su importancia histórica, ya que en este sitio acampó el ejército estadounidense en la Batalla de la Angostura contra las tropas mexicanas.
- Parque Ecológico Urdiñola: Un parque adornado con una cascada, fuentes y espejos de agua.
- Parque Venustiano Carranza: Gran parque público al aire libre. Cuenta con varios senderos para caminar, con áreas verdes, juegos infantiles, asadores, palapas, canchas y pistas para practicar diversos deportes como skate, tenis y ciclismo.
- Parque lineal bellavista-Ojo de agua: En este sitio que fue construido sobre un arroyo que antes fuera refugio para los ladrones y drogadictos. Hoy es un moderno parque lineal alumbrado, que cuenta con canchas de fútbol rápido, basquetball, juegos infantiles y bancas para el sano esparcimiento de los habitantes de la zona.
- Cristo de las Galeras: La estructura colocada en la parte más alta del cerro de las Galeras, ataviado con una túnica blanca, con brazos abiertos y con la mirada puesta sobre el Valle de Saltillo, se ubica entre las colonias Guayulera, La Minita, Mirador y Puerto de la Virgen, al poniente de la ciudad.
- Parque los Nogales (Biblioparque Poniente Saltillo): Se ubica al poniente de la ciudad dentro de la colonia Nogales II, cuenta con canchas de fútbol rápido, basquetbol, tochito, área de juegos infantiles, área de snacks, estacionamiento y una gran cantidad de nogales por los cuales se le da este nombre al parque.

### Plazas públicas

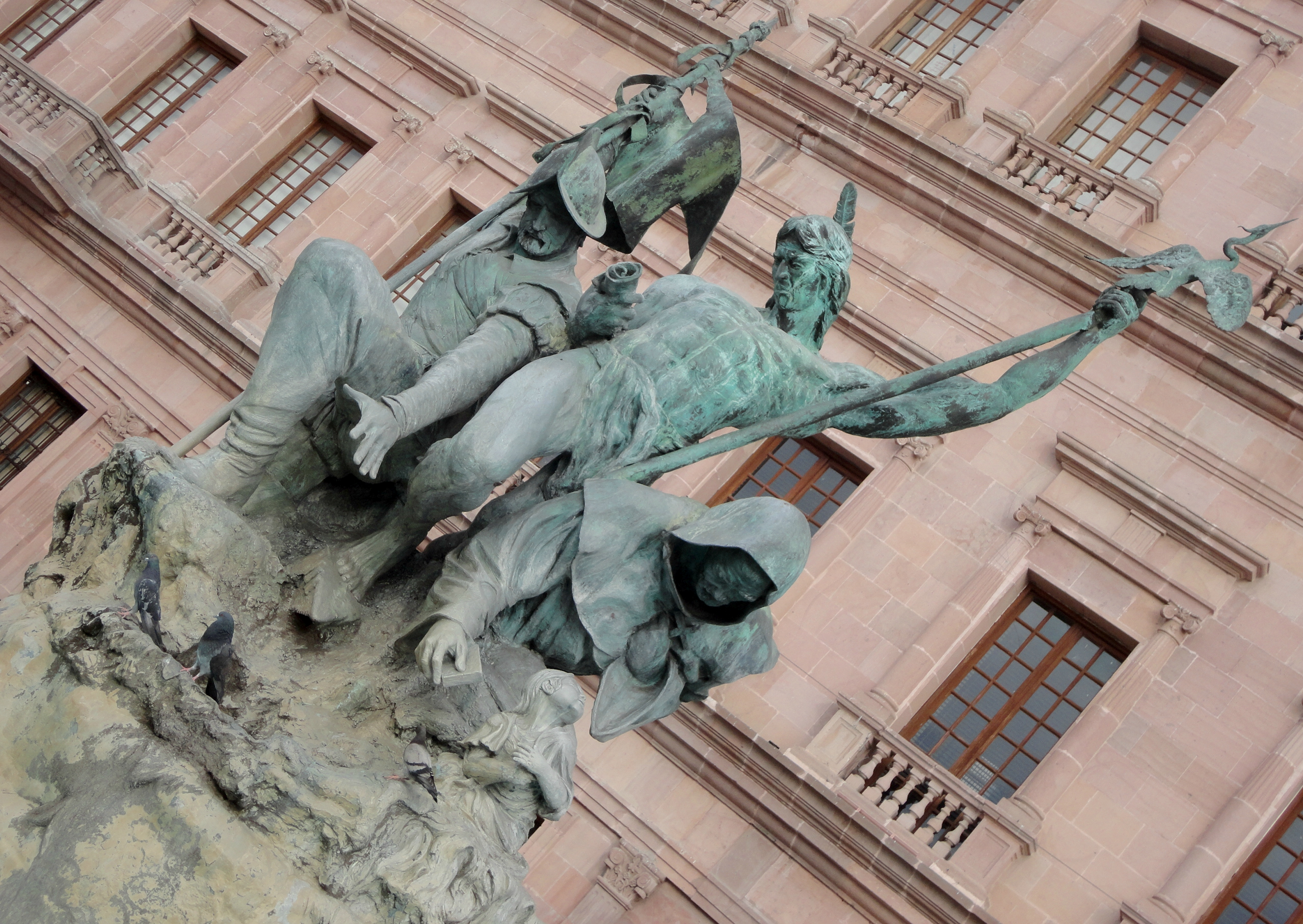
Plaza de la Nueva Tlaxcala

- Plaza de Armas
- Plaza de las Ciudades Hermanas
- Plaza de los Hombres Ilustres
- Plaza de la Nueva Tlaxcala
- Plaza de San Francisco
- Plaza México
- Plaza de la Madre
- Plaza 1.º de Mayo
- Plaza Madero
- Plaza Ateneo
- Plaza del Compositor
- Plaza Coahuila
- Plaza Juárez

## Cultura

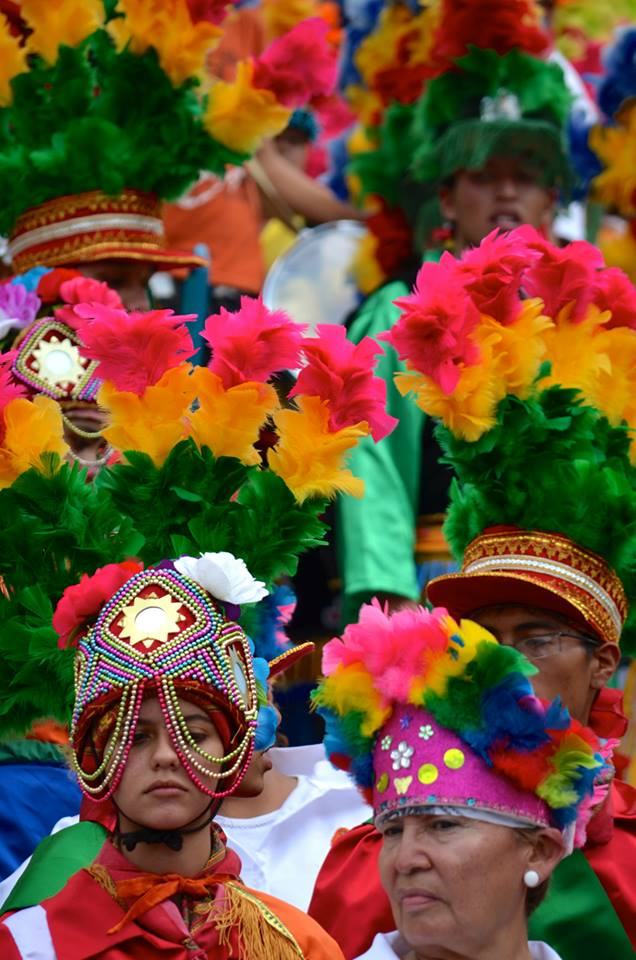
Matlachinada en Saltillo, 2014.

Saltillo comparte muchas de sus características culturales con otras ciudades del norte de México, preponderantemente en relación con aspectos lingüísticos y gastronómicos. En Saltillo se habla el español norteño mexicano que prevalece en la región, aunque con un yeísmo bastante marcado, sobre todo en las zonas populares de la ciudad y las comunidades rurales del municipio. Al igual que en otras localidades norteñas, son comunes en su gastronomía las carnes asadas, las tortillas de harina de trigo y la discada. Asimismo, comparte con Monterrey la habitualidad del machacado con huevo y el cabrito.
Sin embargo, cuenta con diversas singularidades que denotan una gran riqueza cultural e histórica. A continuación, se destacan algunas de ellas.

### Matachines
La danza de matachines es una danza carnavalesca que, además de realizarse en Saltillo, se ejecuta en diversas localidades desde el estado estadounidense de Nuevo México hasta los estados mexicanos de Jalisco, Nayarit, Aguascalientes, Zacatecas, San Luis Potosí, Nuevo León y Chihuahua. Como manifestación cultural, esta danza tiene orígenes controvertidos. Cruz Viveros, académico veracruzano, apunta que debió arribar a América con la Conquista española, toda vez que es similar a las danzas moriscas que ya se usaban en España, Portugal, Italia y Francia desde la Edad Media. De acuerdo con este argumento, en México la danza habría sido sujeta a un proceso de resignificación con que se le habría pretendido atribuir un origen indígena. Es a partir de ello que se haya comenzado a denominar matlachinada al evento en que se lleva a cabo y a los danzantes, matlachines (ambos términos supuestamente derivados del vocablo matlatzinca).
Independientemente de sus posibles orígenes europeos, la danza que en Saltillo se realiza en honor al Santo Cristo, incorpora en su vestuario y coreografía diversos elementos que, cuando menos, pertenecen al imaginario mexicano de "lo indígena" y, cuando más, pueden atribuirse a los tlaxcaltecas. Entre estos elementos encontramos arcos y flechas, penachos con plumas multicolores, piedrecitas, faldones decorados y huaraches. Además, la danza es llevada a cabo por los habitantes del barrio del Ojo de Agua, antiguamente habitado por personas de origen tlaxcalteca.

### Sarape de Saltillo

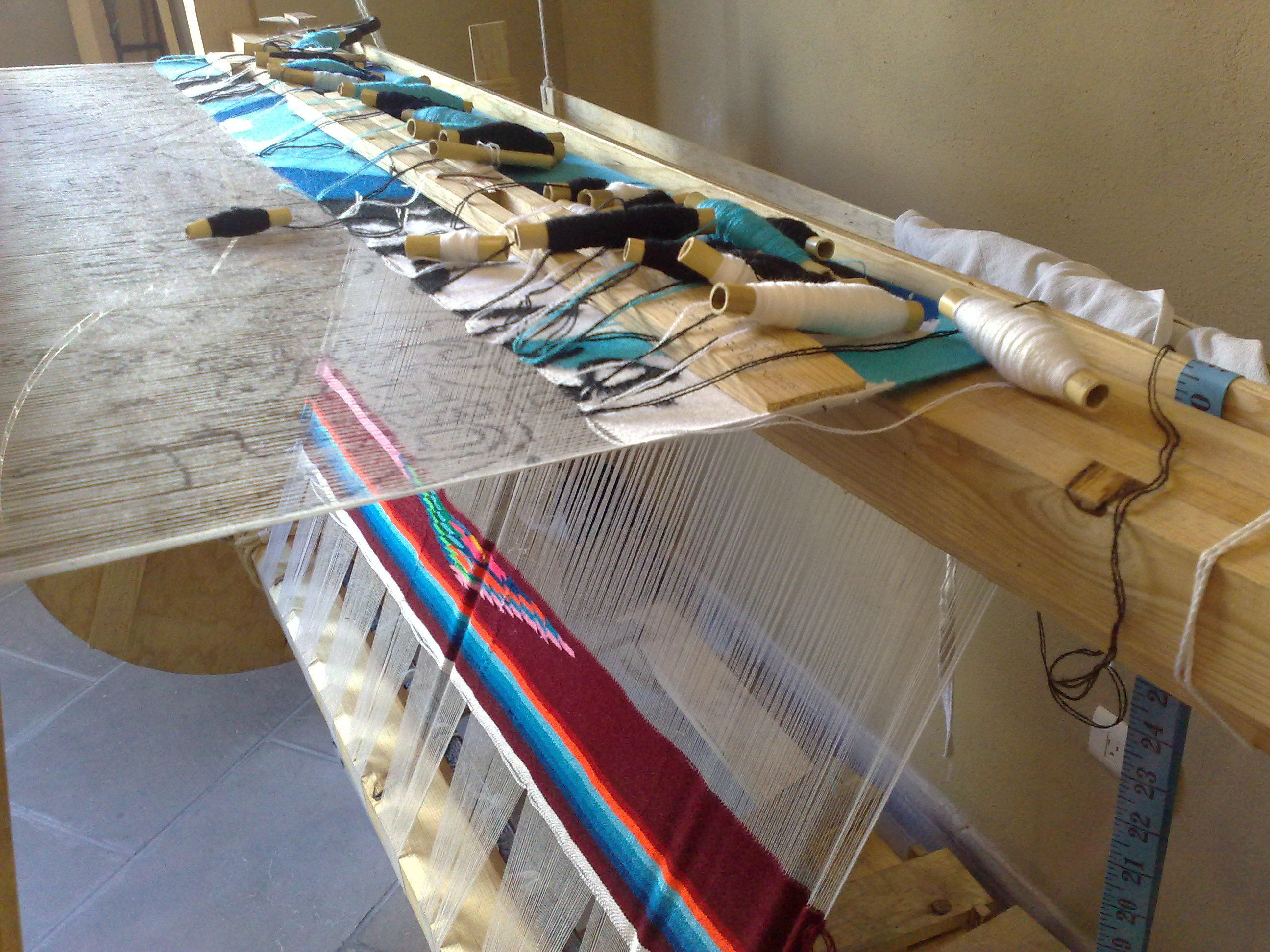
Museo del Sarape.

El sarape es uno de los productos más distintivos de la ciudad. Se trata de una prenda rectangular, de uso masculino, con o sin apertura para la cabeza y rayas multicolores esfumadas como un arcoíris. Se le puede portar con elegancia y es prácticamente el equivalente masculino del rebozo de las mujeres.
El sarape, junto con el sombrero, es una parte de la vestimenta estereotípica mexicana que reúne tradiciones textiles mesoamericanas y europeas, además de temas coloniales. Ciertamente, aunque el sarape forma parte esencial de la identidad local, es también tradición de varias partes de México. De hecho, fueron colonos de origen tlaxcalteca quienes llevaron el sarape a Coahuila, Zacatecas y probablemente hasta Nuevo México.
Suele comparársele con un poncho mexicano sin gorro y se le conoce con distintos nombres en todo el país, tales como: jorongo, tilma, chamarro o cotón. También se le conoce como gabán, pero puede decirse que esta última denominación es errónea, pues el sarape no siempre tiene una apertura central para meter la cabeza.
Generalmente se fabrica de lana, fibra que mantiene el calor más eficientemente, pero también se teje de algodón. El grosor del hilo escogido para el tejido, así como su material, la elaboración misma de cada nudo necesario y el tamaño final del sarape, son variables que influyen en el peso final del sarape, y también en la sensación que da como un material fácil de manejar.
Sirve de abrigo, cobija, cubrecama, mantel o capote. También adorna muros y pisos, a modo de tapiz o alfombra. Otro uso es el de ponérselo al caballo antes de subir la silla de montar. Y en el pasado, durante riñas, servía también como práctico escudo, especialmente como estorbo contra objetos punzocortantes.
En el año del 2009 se inauguró en Saltillo el Museo del Sarape y Trajes Mexicanos. Este museo, ubicado en el centro histórico, cuenta con ejemplares del siglo XVIII y siglo XIX. En él se explican los procesos de obtención de la lana, su teñido, el tejido en telar y su uso a través de la historia. Además, se pueden adquirir las prendas.

### Pan de Pulque
El pan de pulque es gran tradición muy arraigada en la localidad y es muy buscado y apreciado por los saltillenses. Su elaboración a base de harina de trigo, agua o leche, huevo y, en ocasiones, manteca de cerdo es similar a la de otros panes dulces. Sin embargo, difiere al incluir como agente de fermentación al pulque, que es una bebida fermentada obtenida de la planta del maguey. Esto le otorga un sabor, dulzura y humedad característicos. Con esta masa se elaboran empanadas de nuez, las chorreadas, los molletes, pan de trenzas, obispos, etc. Aunque para muchos la ciudad de Saltillo es sinónimo de este producto, en realidad constituye, con un puñado de localidades aledañas, un foco relativamente aislado de su producción en el noreste de México. Tal es el caso que fuera de Saltillo, el pan de pulque puede ser encontrado en los estados mexicanos de Hidalgo, Puebla, Querétaro, la Ciudad de México, Oaxaca y, por supuesto, Tlaxcala.

## Festividades
Saltillo es escenario de diversas celebraciones locales y festivales culturales y musicales. Aunque una considerable cantidad de ellas se efectúan en verano, la agenda cultural de la ciudad se extiende a lo largo de todo el año. A continuación, se enumeran algunas de estas celebraciones:
- Festival Internacional de Saltillo: Consiste en un festival promovido por la presidencia municipal, que dura varios días y que suele celebrarse en torno al 25 de julio, día que marca el aniversario de la fundación de la ciudad.[57]
- Festival Internacional de las Artes Julio Torri: Durante varios días del mes de octubre, en todo el estado de Coahuila (principalmente la capital) se desarrollan actividades relacionadas con cada una de las ramas de las artes. El programa se complementa con diversos conciertos, proyecciones cinematográficas, exposiciones de artes visuales, teatro, danza, así como actividades académicas y de desarrollo social.[58]
- Feria de Saltillo: Anteriormente conocida como Expo Feria Saltillo, se lleva a cabo durante los meses de julio y agosto. Es un marco festivo que cuenta con elementos representativos del folclore, arte, cultura y recreación, en donde se pueden disfrutar de antojitos mexicanos, artesanías, pirotecnia, exposición comercial. juegos mecánicos, pabellón agropecuario, exposición ganadera, festival de Parián y voladores de Papantla.[59]
- Fiesta Popular del Santo Cristo de la Capilla: Es la festividad religiosa más tradicional en Saltillo. Conmemorada cada 6 de agosto, la celebración culminante del Novenario del Santo Cristo de la Capilla es enmarcada en verbena popular, peregrinaciones, vistosos bailes de matachines, juegos pirotécnicos y la impartición de temas que infunden un sentido espiritual, reuniendo a propios y extraños.[60]
- Fiesta Popular del Santo Cristo del Ojo de Agua: Desde 1840, el segundo domingo de septiembre se celebra la “Fiesta del Ojo de Agua”. Las personas devotas acuden a adorar al Cristo, y los turistas visitan el lugar para admirar su arquitectura y valor histórico que conserva muchos aspectos de los asentamientos coloniales. La celebración religiosa se convierte en una cálida verbena popular donde propios y extraños se divierten en los juegos mecánicos, participan en cantos, bailes y presencian la famosa danza de los matachines.[61]
- Zapal: Es el primer festival dedicado a crear una fuerte identidad de Saltillo enfocado en tres aspectos de la zona: musical, cultural y gastronómico. Este es un evento en donde la gente podrá disfrutar de: degustaciones gastronómicas de los establecimientos más reconocidos de la localidad, un concierto con artistas nacionales e internacionales y bandas locales; una feria con atracciones para la familia y áreas de convivio con demostraciones culturales de pintores, escultores, poetas y escritores de Saltillo.[62]
- Feria Internacional del libro en Arteaga: La FILA es un evento que ha logrado un gran arraigo no solo local sino nacional. Se encuentra encaminada al fomento de la lectura y a la difusión de los escritores locales, la consolidación de nuevos espacios, mayores ofertas editoriales y el aumento en las ofertas académicas.[63]
- Festival Bej-Chéel: Es el segundo festival de música que surge en la ciudad. Su nombre, Bej-Chéel: CAMINO m: Beel, bej., ARCO m: IRIS: Chéel hace referencia a las leyendas mayas. El festival se centra en bandas de Rock-Indie.[64]
- Fósil Rock Fest: Es un festival de música que reúne a los mejores exponentes del rock mexicano en la ciudad y es el tercero que surge en la misma.[65]
- Festival Rockoahuila: Es un festival celebrado en agosto y que se dedica a la cultura del rock. Tuvo sus inicios en el año 2000 bajo el nombre "Rocknibus".[66]

## Deportes
Saltillo es una ciudad con una amplia tradición beisbolera. De hecho, según algunas fuentes, el deporte comenzó a practicarse en la localidad a finales del siglo XIX. Sin embargo, su equipo representativo, los Saraperos de Saltillo no arribaron a la Liga Mexicana de Béisbol sino hasta 1970. Tuvieron su origen en una cena que celebraron los integrantes del Comité Pro-Obras de la Catedral de Saltillo, cuyo presidente era Jorge Torres Casso. Actualmente ostentan tres campeonatos, en 1980, 2009 y 2010, y ocho títulos divisionales, en 1971, 1972, 1973, 1988, 2004, 2005, 2009 y 2010.
Además, la ciudad cuenta con otros equipos deportivos profesionales. Entre ellos:

#### Futbol
- Representado por Atlético Saltillo Soccer F.C. en la segunda división de México desde el año 2017.
- Representado por Saltillo Soccer F.C. en la tercera división de México

#### Fútbol americano
- Representado por Dinos de Saltillo en la Liga de Fútbol Americano Profesional de México (LFA)
- Representado por Lobos de la Universidad Autónoma de Coahuila, en la Liga Mayor de la Organización Nacional Estudiantil de Fútbol Americano
- Representado por Valkirias, Liga Femenil Profesional, Organización Nacional Profesional Femenil de Fútbol Americano

#### Baloncesto
- Representado por los Lobos UAdeC en la segunda división de la Liga ABE (Asociación de Baloncesto estudiantil).
- Representado por los Caktus de Saltillo es un equipo del Circuito de Básquetbol del Noreste

#### Boxeo
El 25 de noviembre de 1923, en la antigua plaza de toros “Guadalupe”, se efectuó la que se considera la primera pelea de boxeo profesional en Saltillo, entre Ignacio Cerecero (pantaloncillo blanco) y Humberto Cid González, “El Relámpago”, que resultó vencedor al final de la pelea.
Fungió como árbitro el ferrocarrilero Samuel Ortega Hernández. El nombre de Humberto Cid González “El Relámpago” le fue impuesto en 1977 a una de las calles de una nueva colonia de la ciudad.

### Espacios deportivos
- Estadio Olímpico

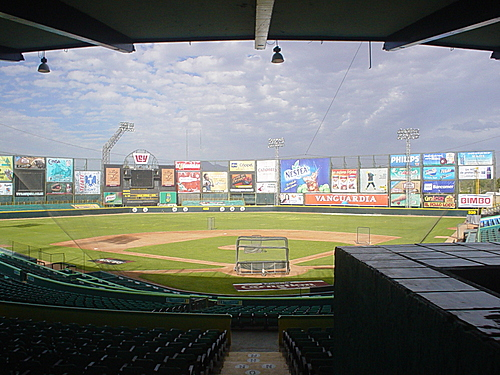
Estadio de béisbol Francisco I. Madero.

- Estadio de Béisbol Francisco I. Madero
- Gimnasio Municipal de Saltillo
- Unidad Deportiva Universitaria
- Gimnasio Nazario Ortiz Garza
- Lienzo Charro profr. Enrique González Treviño
- Club Campestre Saltillo
- Club Campestre Lourdes
- Centro Acuático 2000
- Plaza de Toros Armillita
- Arena 8 Segundos

## Ciudades hermanas
La ciudad de Saltillo tiene las siguientes ciudades hermanas alrededor del mundo:
- Lansing, Estados Unidos (1995).[68][69][70]
- Auburn Hills, Estados Unidos (1995).[68][69]
- Fort Worth, Estados Unidos (1995).[68][69][70]
- Windsor, Canadá (1995).[68][69][70]
- Fredericton, Canadá (1995).[69][70]
- Alma, Canadá (1995).[69][70]
- Coyoacán, México (1995).[69][70]
- Ciudad de Guatemala, Guatemala (1995).[68][69][70]
- San José, Costa Rica (1995).[68][69][70]
- Holguín, Cuba (1995).[68][69][70]
- Itaguí, Colombia (1995).[68][69][70]
- Córdoba, Argentina (1995).[68][69]
- Los Andes, Chile (1995).[69]
- General Cepeda, México (2007).[71]
- México Teocaltiche (2007)[72]
- Tlaxcala, México (2009).[68][69][70][73]
- México Huetamo (2009)[74]
- Álvaro Obregón, México (2010).[68][70]
- México Tlalpan (2010)[68]
- Autoridad Palestina Hebrón (2012)[75]
- Bustamante, México (2013).[70][76]
- Torreón, México (2013).[70][77]
- México Paracuaro (2013)[78]
- Leon)|Santiago (2013)[68][70]
- México Monterrey (2014)[79][80][81]
- Mazatlán (2014)[79][80][81]
- México Matamoros (2014)[79][80][81][82]
- Reynosa (2014)[68][79][80][81]
- México Juárez (2014)[79][80][81]
- México Gómez Palacio (2014)[79][80][81]
- México Lerdo (2014)[79][80][81]
- México Durango (2014)[79][80][81]
- México Ahome (2014)[79][80][81]
- México Chihuahua (2014)[79][80][81]
- México Juárez (2014)[79][80][81]
- México Zacatecas (2014)[79][80][81]
- Changzhou, China (2019).[69]
- México Arteaga (2019)[83][84]
- San Buenventura, México (2019).[85]
- México Guadalupe (2019)[86]
- Progreso, México (2020).[87][88]
- Múzquiz, México (2020).[89][90][91]
- Nava, México (2020).[92][93]
- México Morelos (2020)[94][95][96]
- México Allende (2020)[97]
- Frontera, México (2020).[98]
- Castaños, México (2020).[99][98]
- Austin, Estados Unidos.[68][70]
- Reynosa, México.[68]
- Canton, Estados Unidos.[100]
- Orlando, Estados Unidos.[68]
- Guadalajara, México.[101]
- Akuapim, Ghana.[68]
- San Petersburgo, Rusia.[68]
- Otsu, Japón.[68]
- Sanming, China.[68]